# Codex Borbonicus

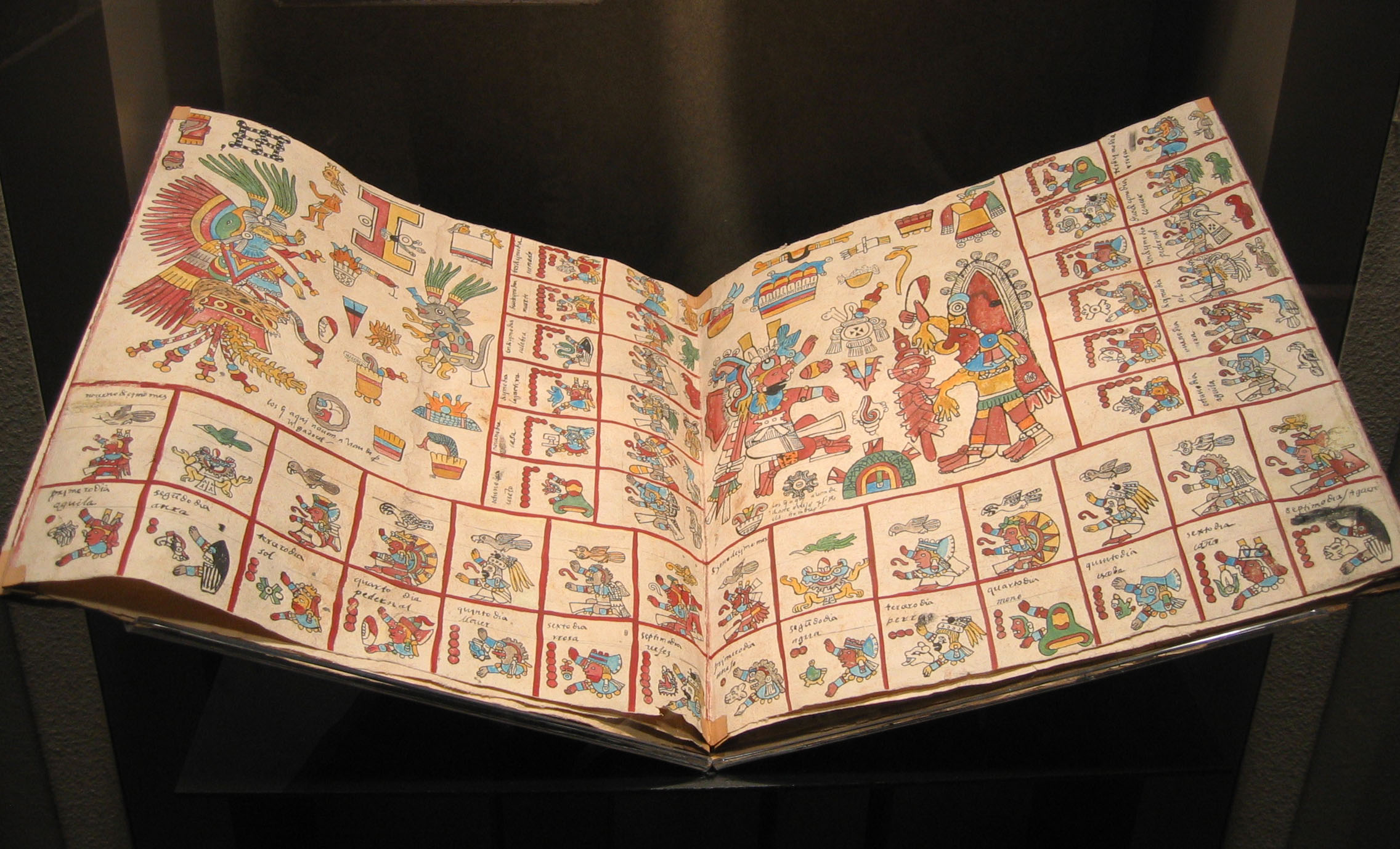
Copie a Codex Borbonicus, originalul aflându-se în Bibliothèque de l'Assemblée Nationale din Paris, Franța

Codex Borbonicus (cunoscut și sub denumirea de Codice Bourbon, Codice Borbonicus sau Codex Bourbon) este un manuscris aztec realizat de preoții azteci la scurt timp înainte și după cucerirea spaniolă a Mexicului. Codexul este denumit după Palatul Bourbon din Franța. Se găsește în Biblioteca Adunării Naționale din Paris. În 2004, Maarten Jansen și Gabina Aurora Pérez Jiménez au propus ca să-i fie dat numele indigen de Codex Cihuacoatl, după zeița Cihuacoatl.
Codex Borbonicus este o coală de amatl care are o lungime de 14,2 metri (46,5 picioare). Deși codexul constă într-o coală foarte lungă și îndoită, cu 40 de pagini, primele două și ultimele două lipsesc.
El este împărțit în 3 secțiuni:
1. Prima secțiune este unul dintre cele mai complicate calendare divinatorii (sau tonalamatl). Fiecare pagină reprezintă una din cele 20 de trecene (sau perioade de 13 zile), în tonalpohualli (sau 260 de zile). Cea mai mare parte a unei pagini a primei secțiuni este ocupată de o reprezentare a zeității sau a zeităților domnești, restul fiind preluat de simbolurile de 13 zile ale trecenei și alte 13 glife și zeități. Cu aceste 26 de simboluri, preoții au putut să creeze horoscoape. Primele 18 pagini ale codexului (toate rămase din originalul de 20) prezintă o uzură mult mai mare decât celelalte secțiuni și foarte probabil indicând faptul că aceste pagini au fost folosite mai des.
2. Cea de-a doua secțiune a codexului documentează ciclul mesoamerican de 52 de ani, arătând date din primele zile ale fiecăruia dintre acești 52 de ani ai soarelui. Aceste zile sunt corelate cu cei nouă Conducători ai nopții.
3. Cea de-a treia secțiune prezintă ritualuri și ceremonii, în special pe cele care încheie ciclul de 52 de ani, când trebuie să apară „focul nou”. Această secțiune este neterminată.

## Pagini
Primele două pagini și ultimele două lipsesc, de aceea imaginile paginilor încep cu pagina 3 și se termină cu a pagina 38.

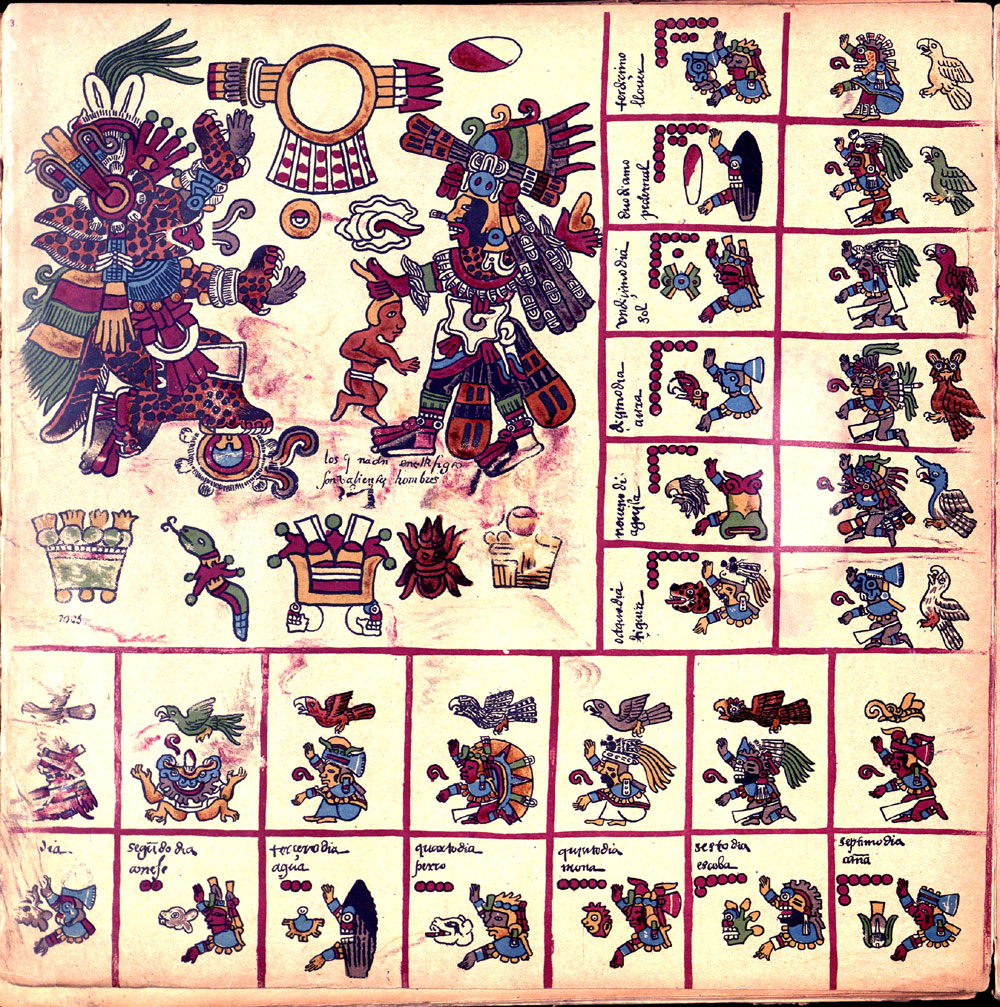
Pagina 3
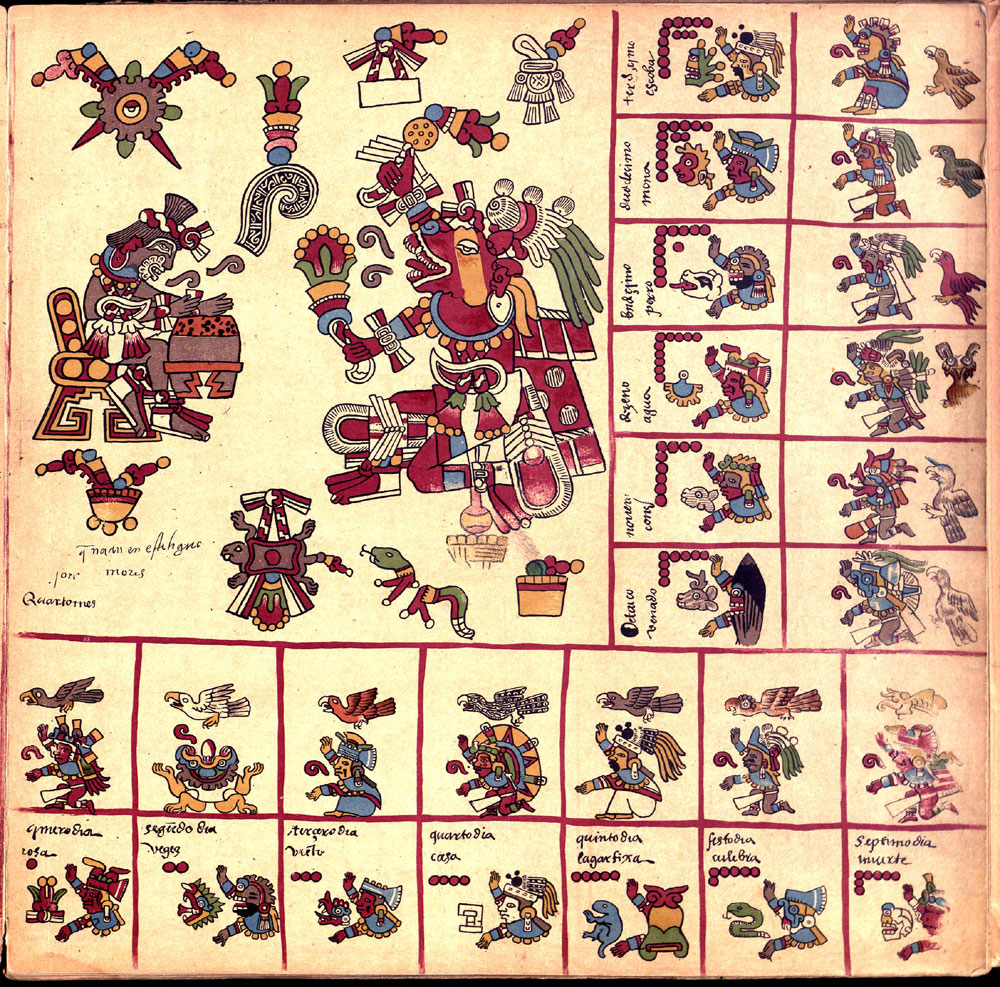
Pagina 4
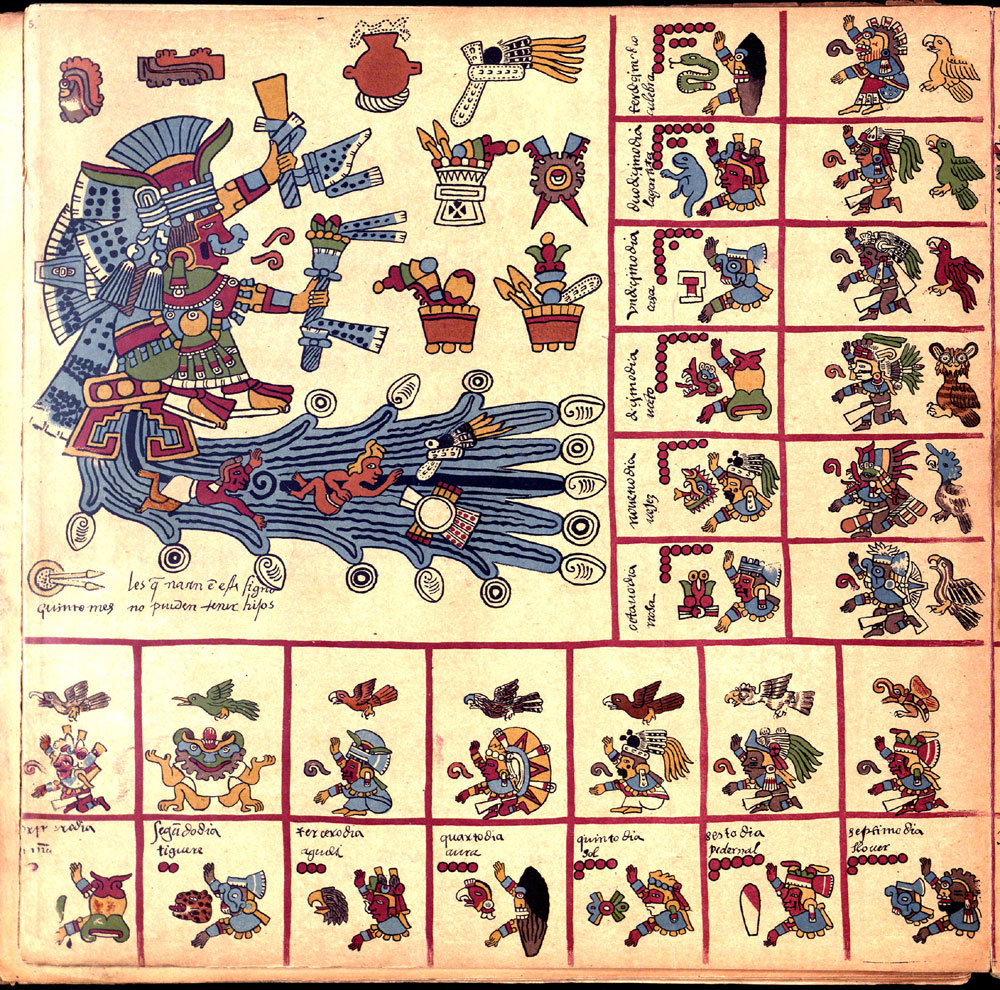
Pagina 5
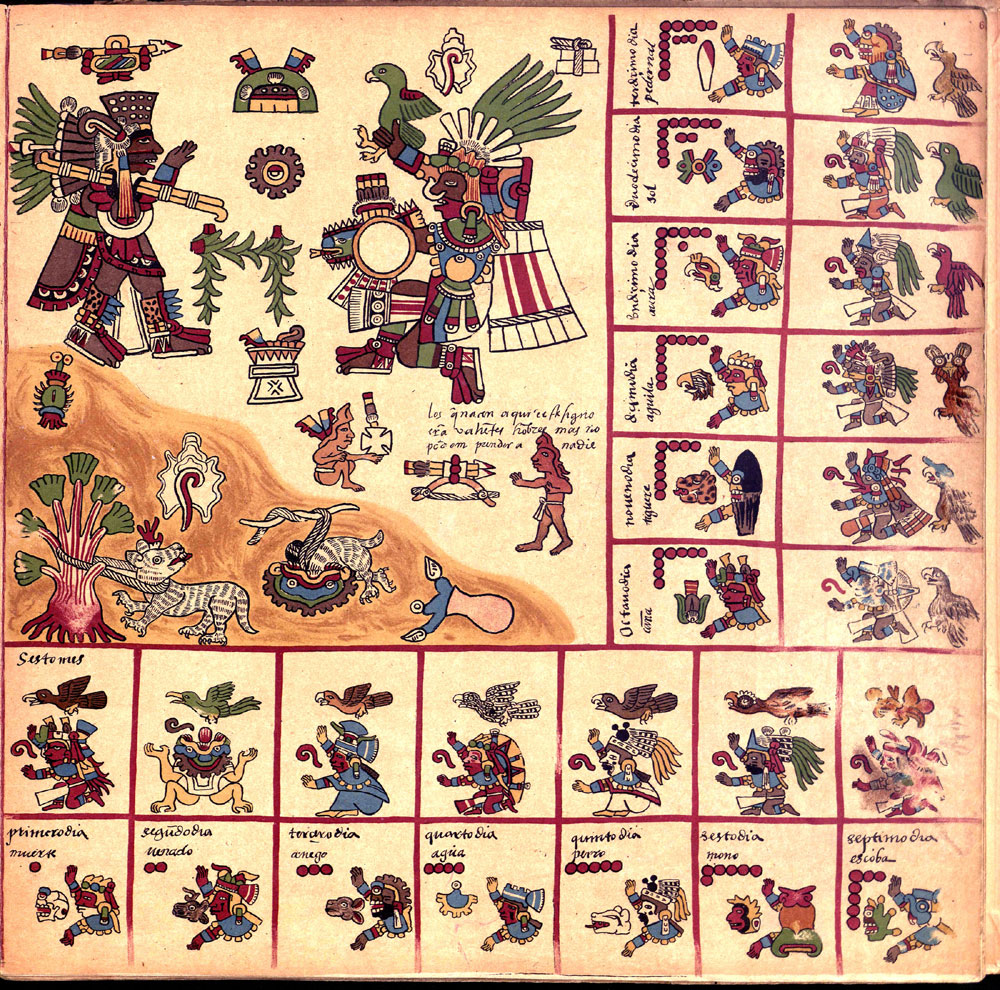
Pagina 6
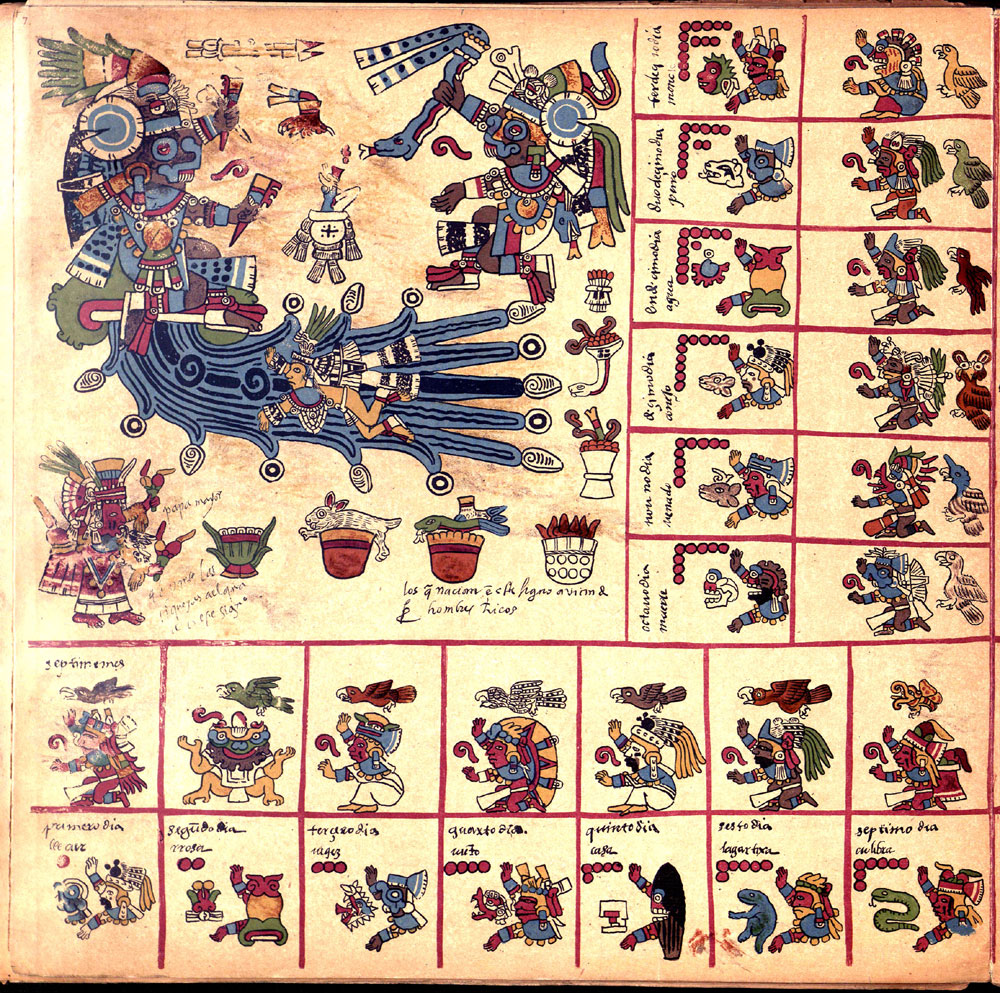
Pagina 7
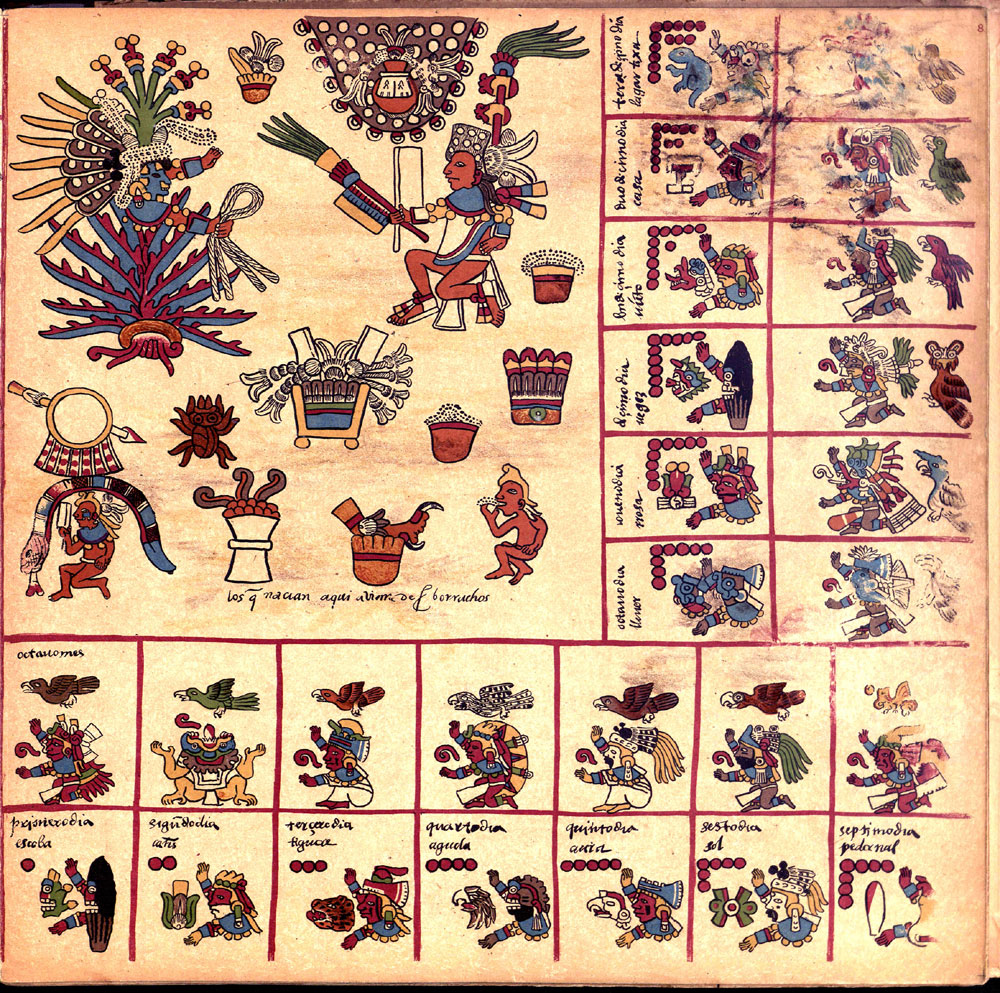
Pagina 8
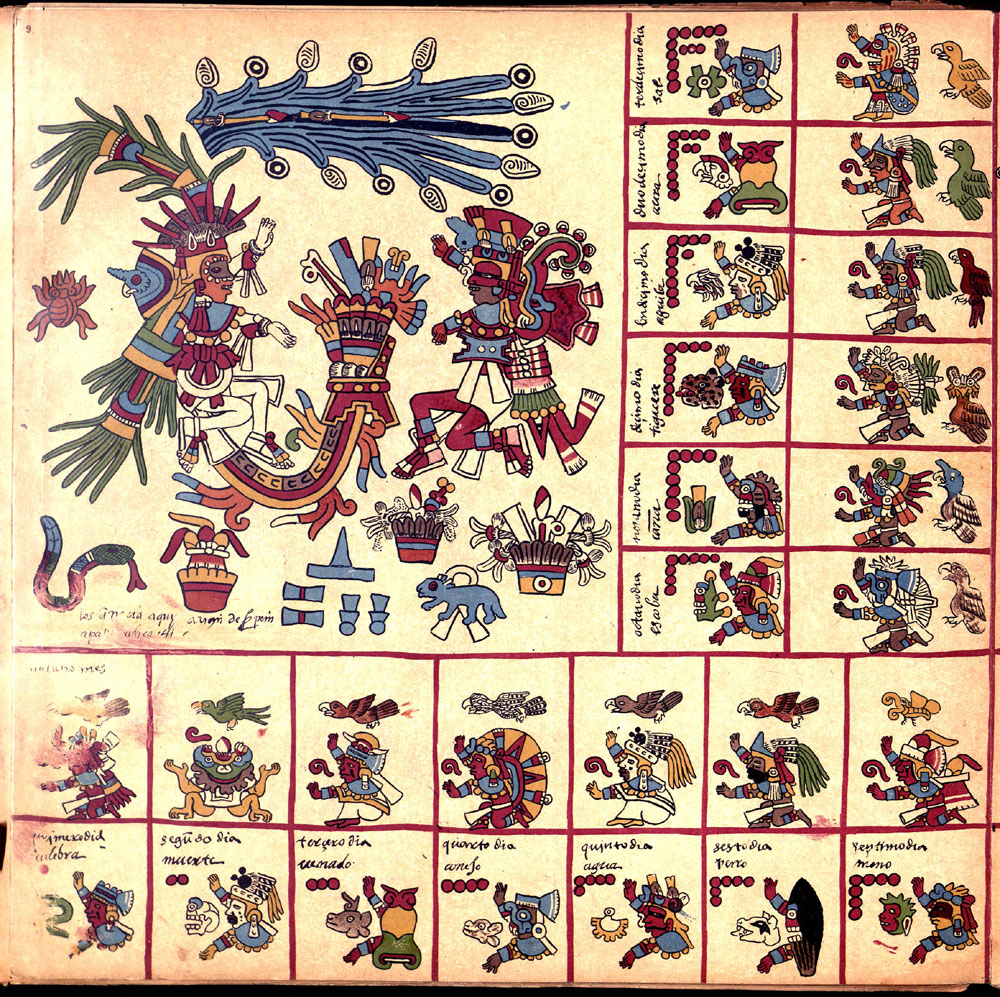
Pagina 9
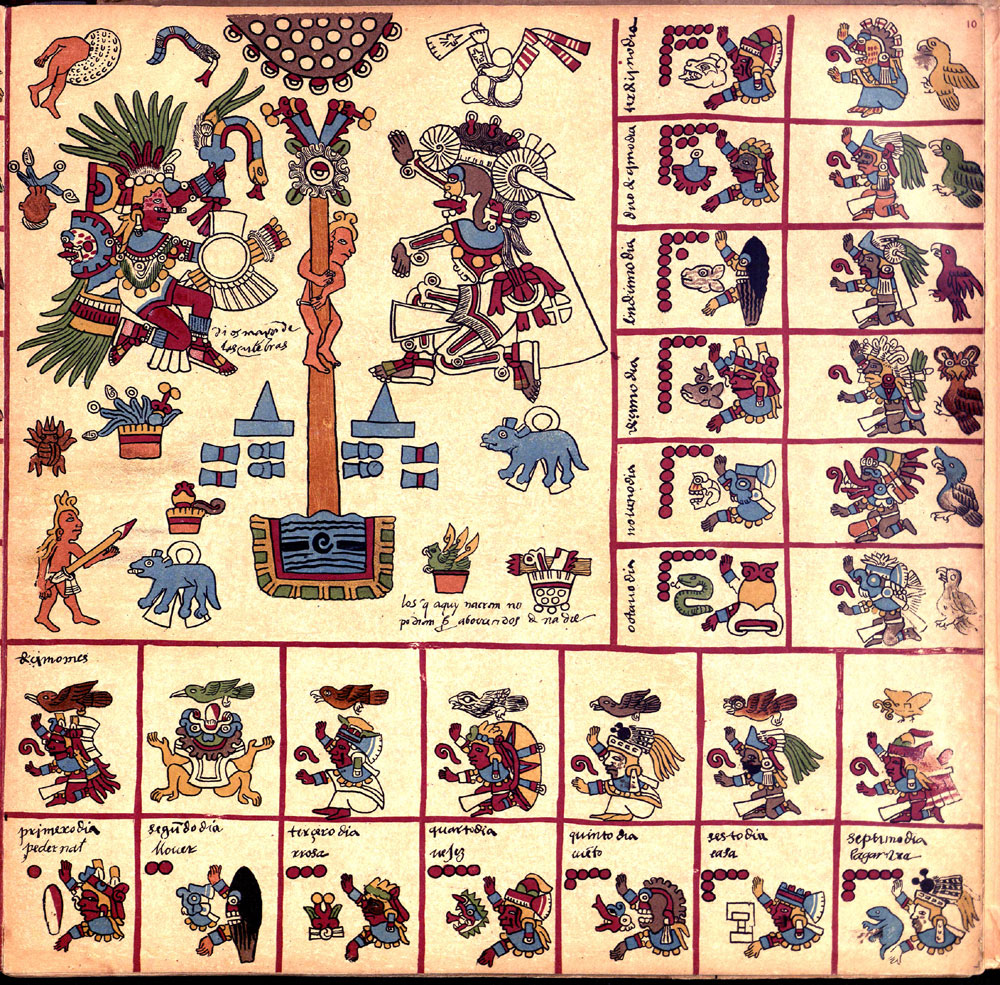
Pagina 10
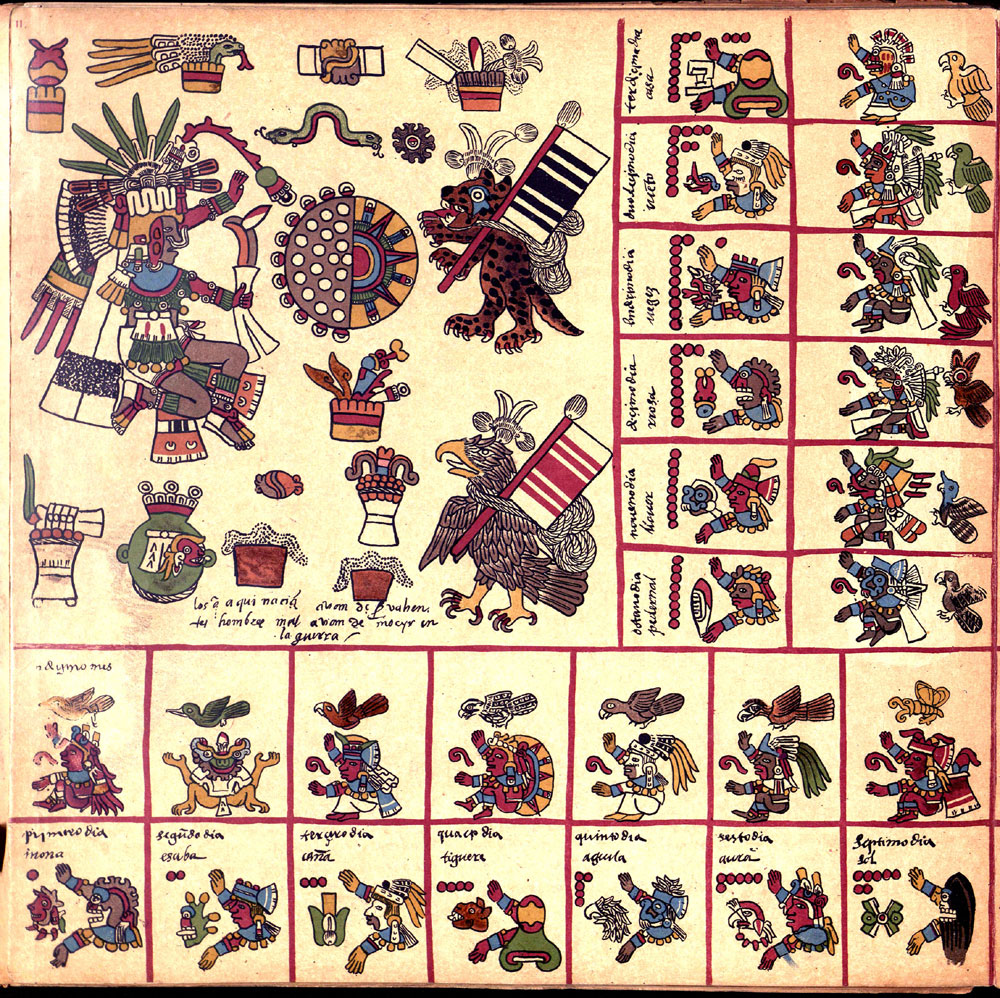
Pagina 11
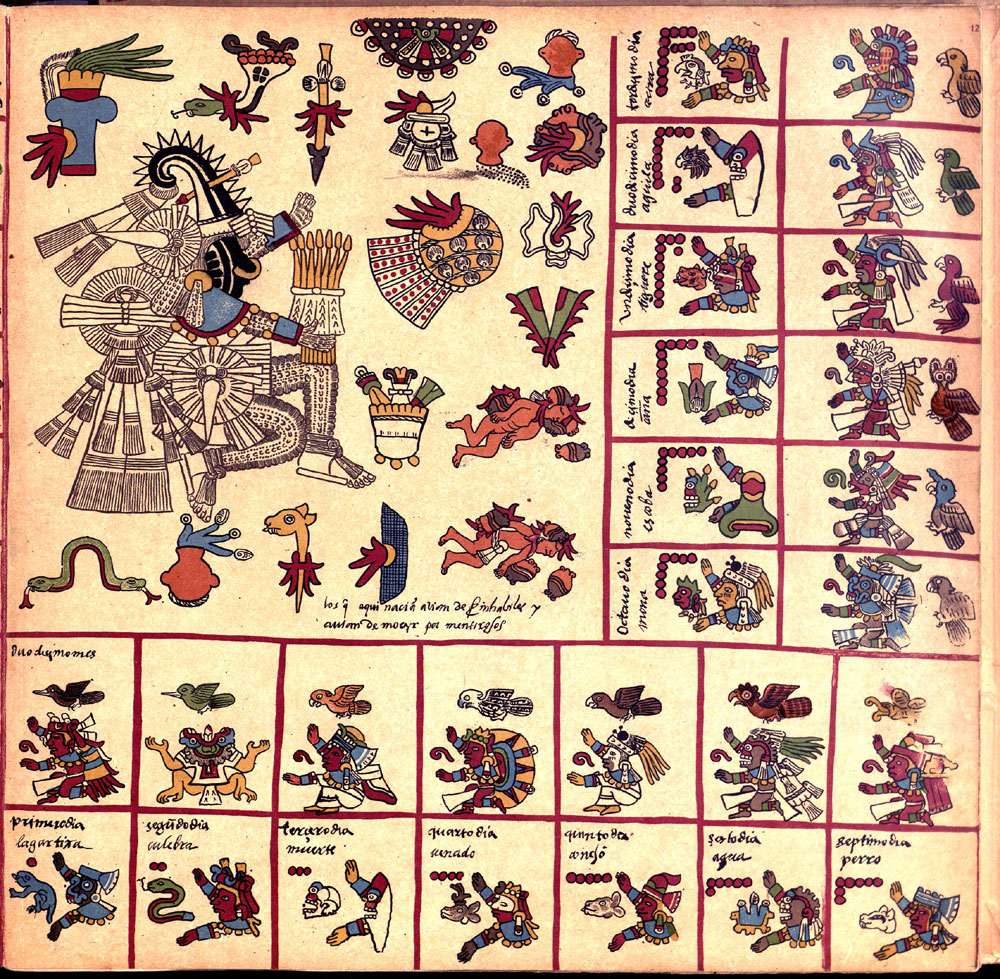
Pagina 12
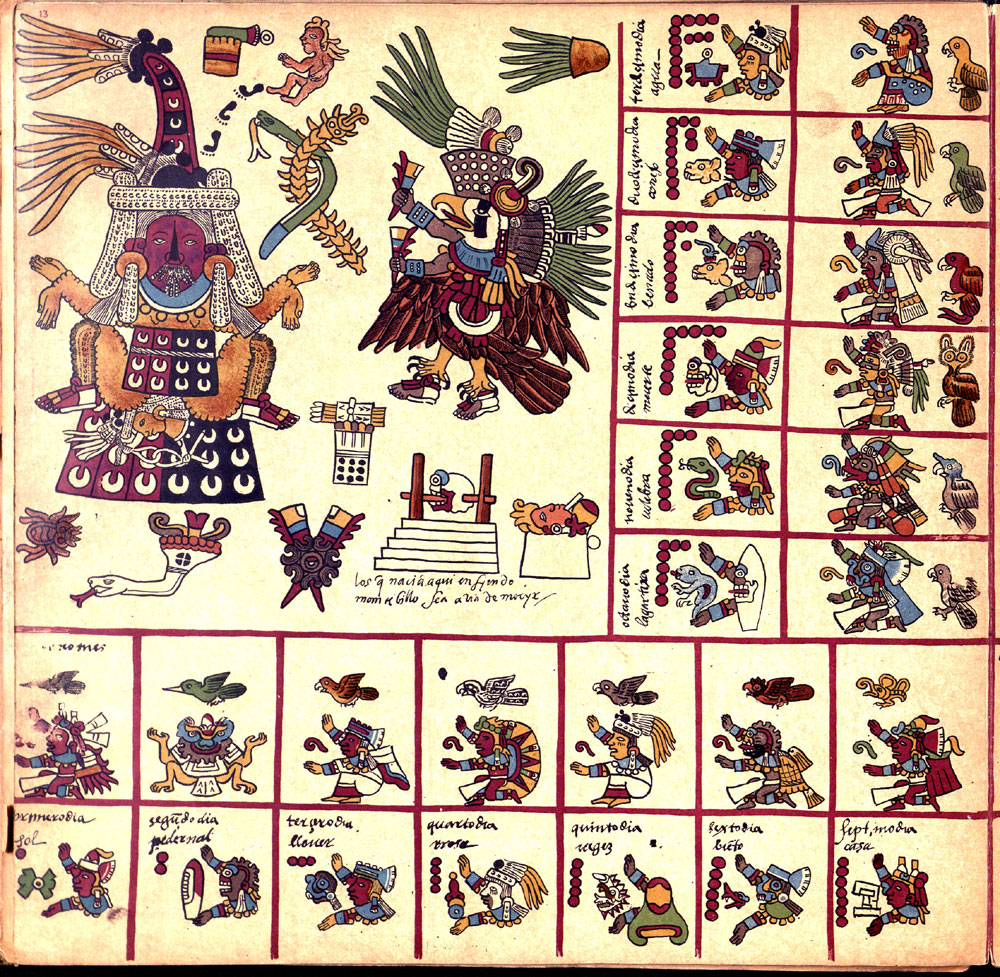
Pagina 13 a XIII-a trecena din calendarul aztec sub auspiciile zeiței Tlazolteotl, care este desenată puartând o piele zburătoare și dând naștere lui Cinteotl
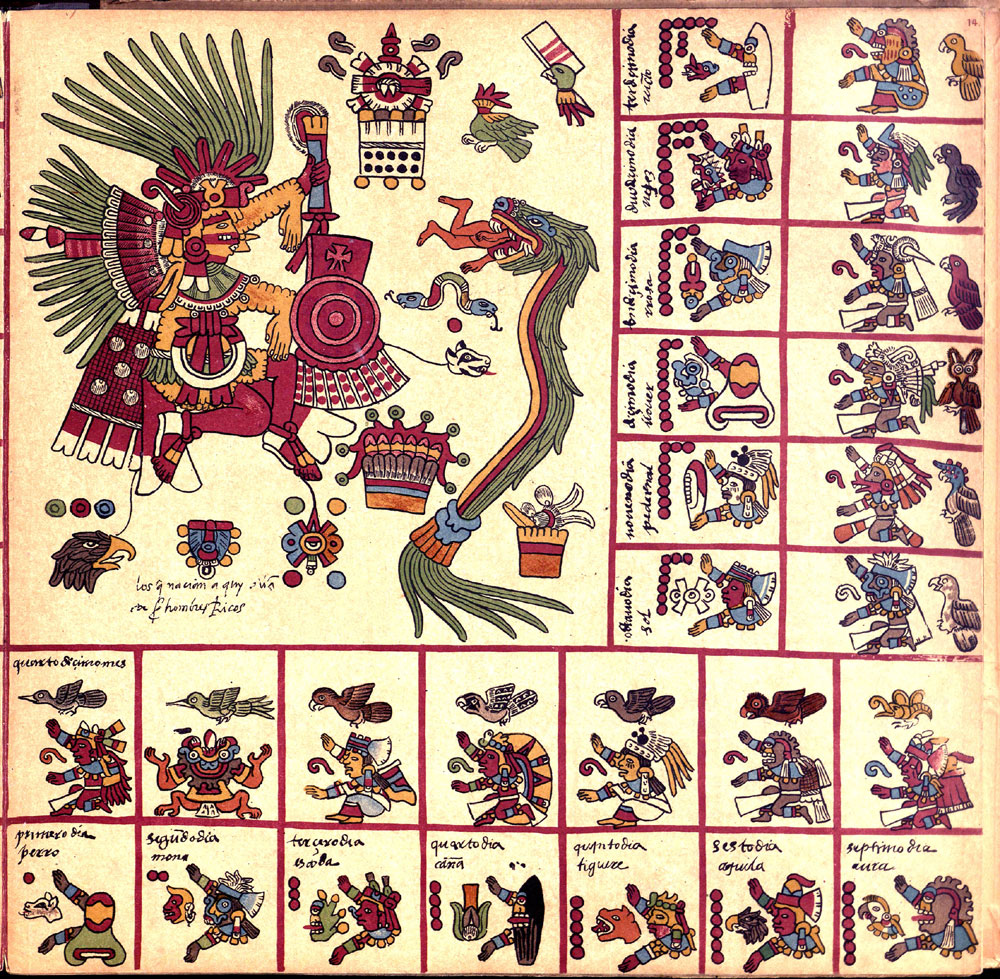
Pagina 14
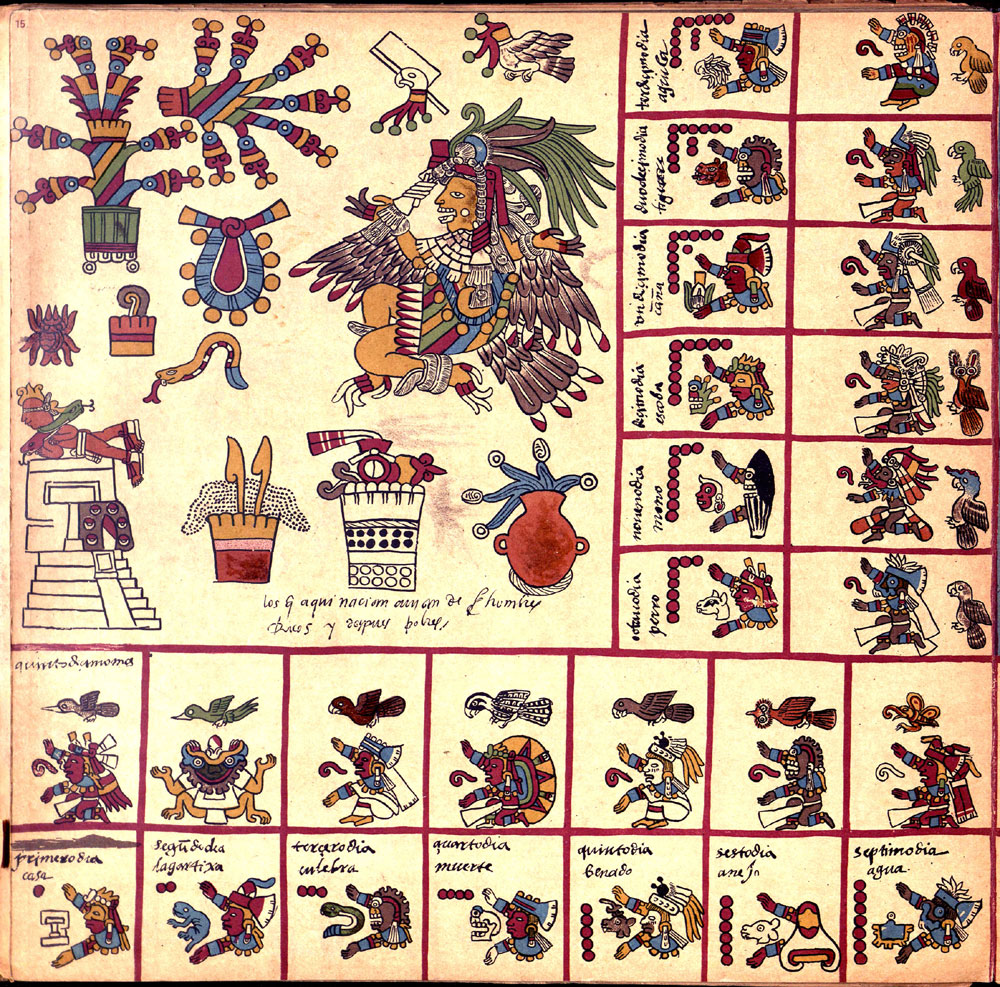
Pagina 15 În pătratul mare apare zeița Iztpapalotl, tutelând a XV-a săptămână. Arborele rupt reprezintă patria legendară: Tamoanchan. Casa care se vede dedesubt, cu un om deasupra ei reprezintă noaptea care coboară la poartă, iar păianjenul roșu de deasuprea reprezintă domnia întunericului. Celelalte desene din pătratul mare sunt ofrande. Micile dreptunghiuri reprezintă zilele și zeii care le prezidează. Semnele zilelor și numerele lor se găsesc în partea de stânga-jos, începându-se cu 1 Casă și terminându-se cu 13 Vultur. În pătratul fiecărei zile este desenat un zeu al nopții, începându-se cu Piltzintecuhtli și terminându-se cu Chalchiuhtlicue. Pătratele care din partea de jos și la dreapta seriei verticale îi reprezintă pe zeii orelor din zi si pe păsările acestora, începându-se cu Xiuhtecuhtli și terminându-se cu Ilamatecuhtli
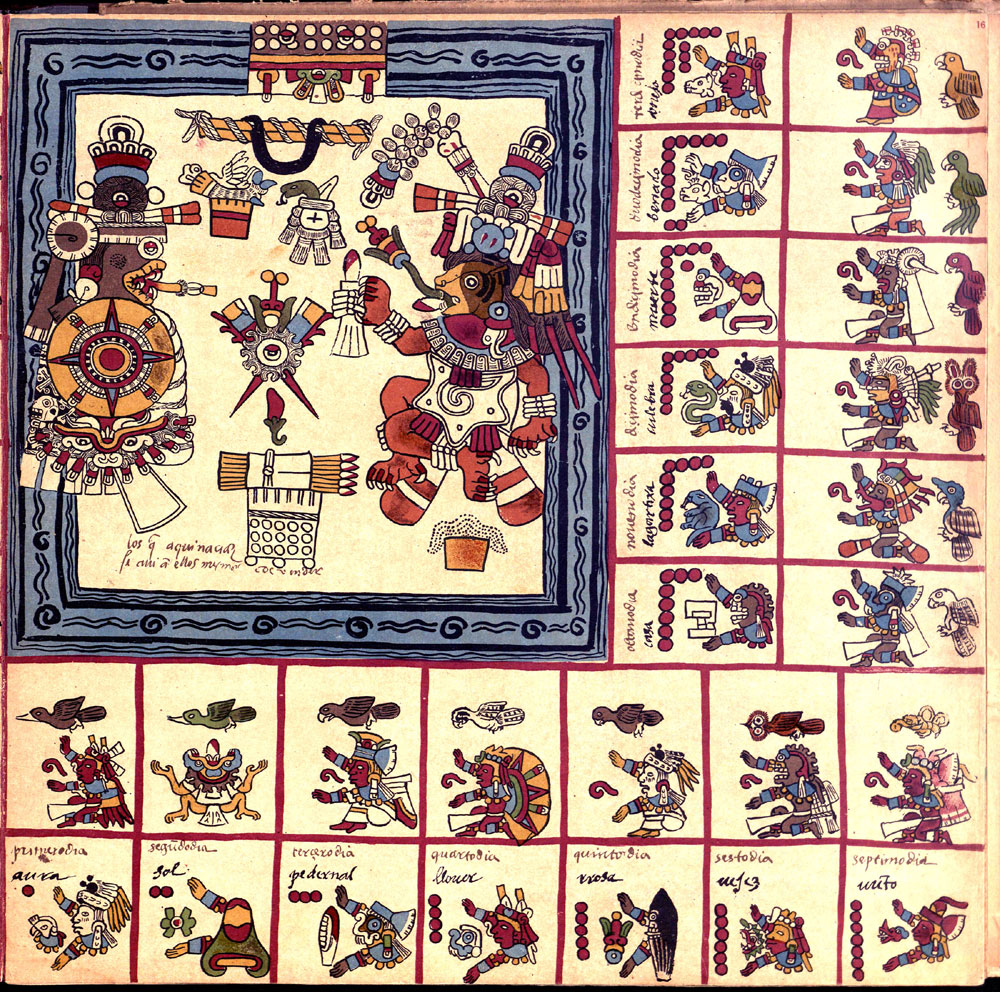
Pagina 16
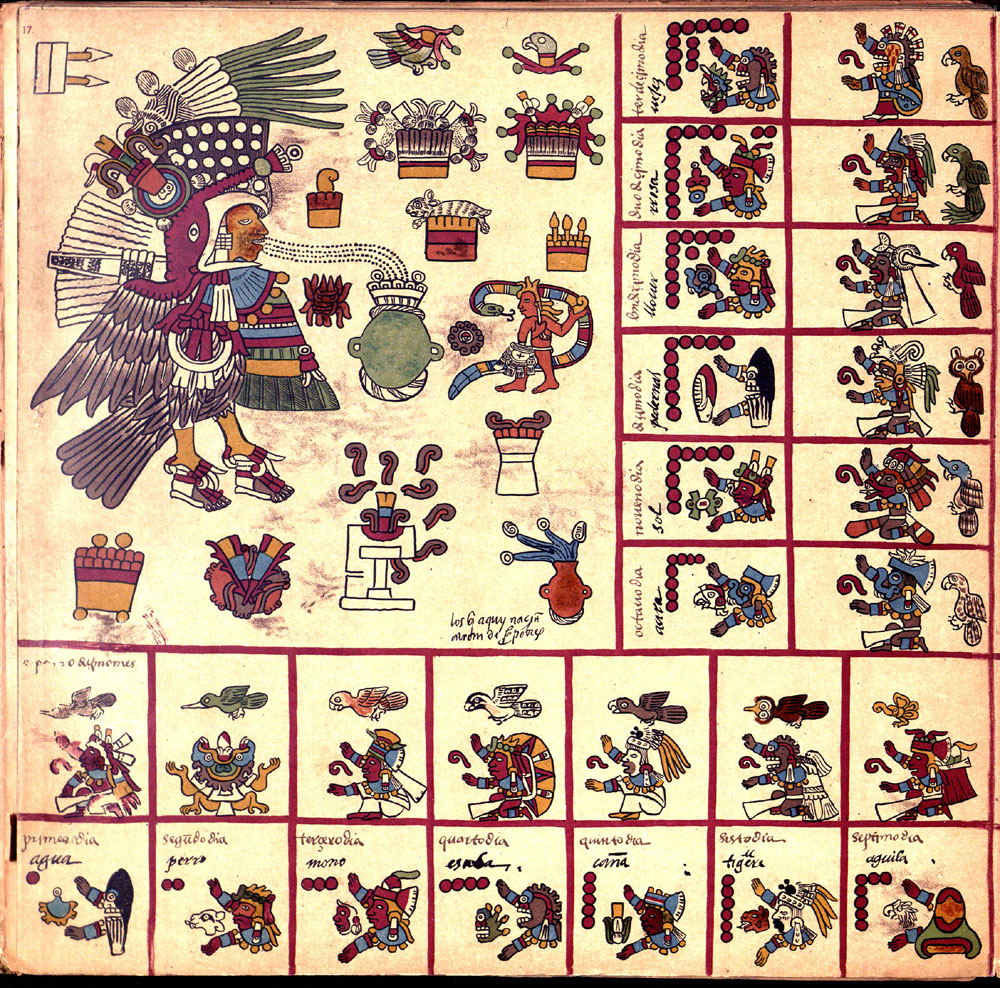
Pagina 17
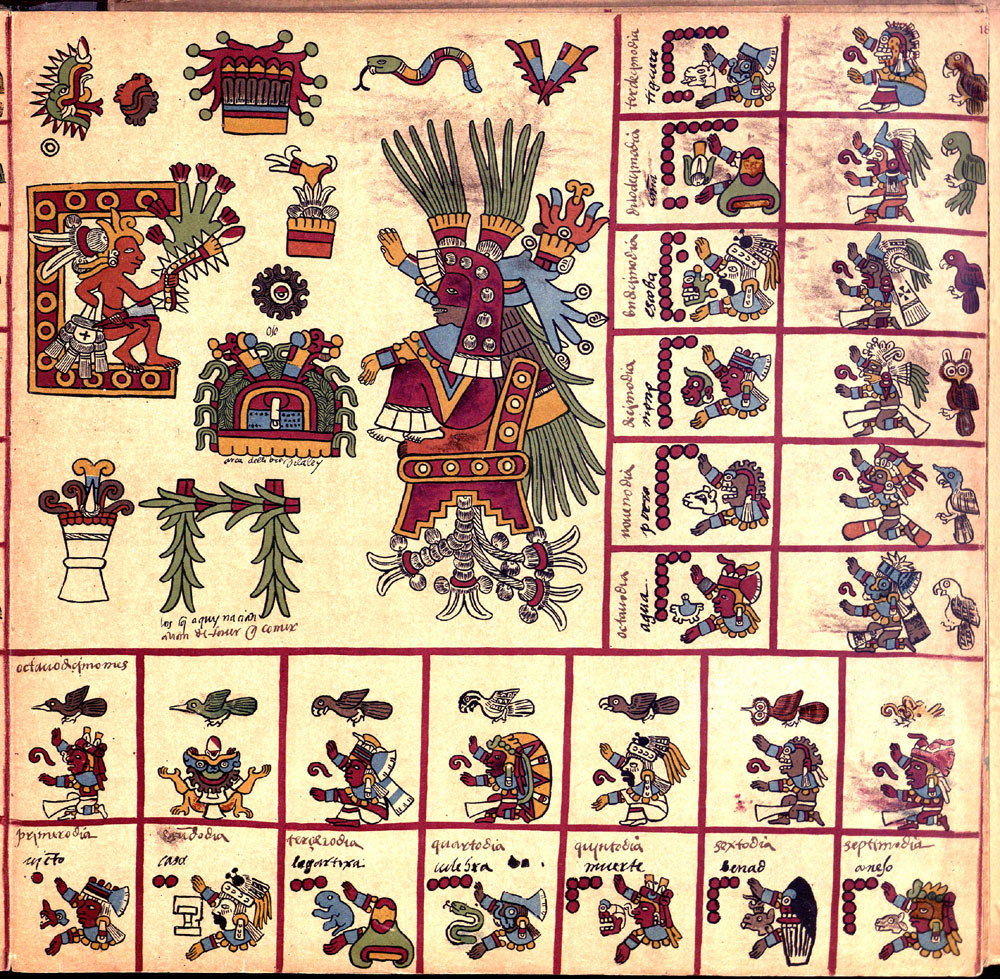
Pagina 18
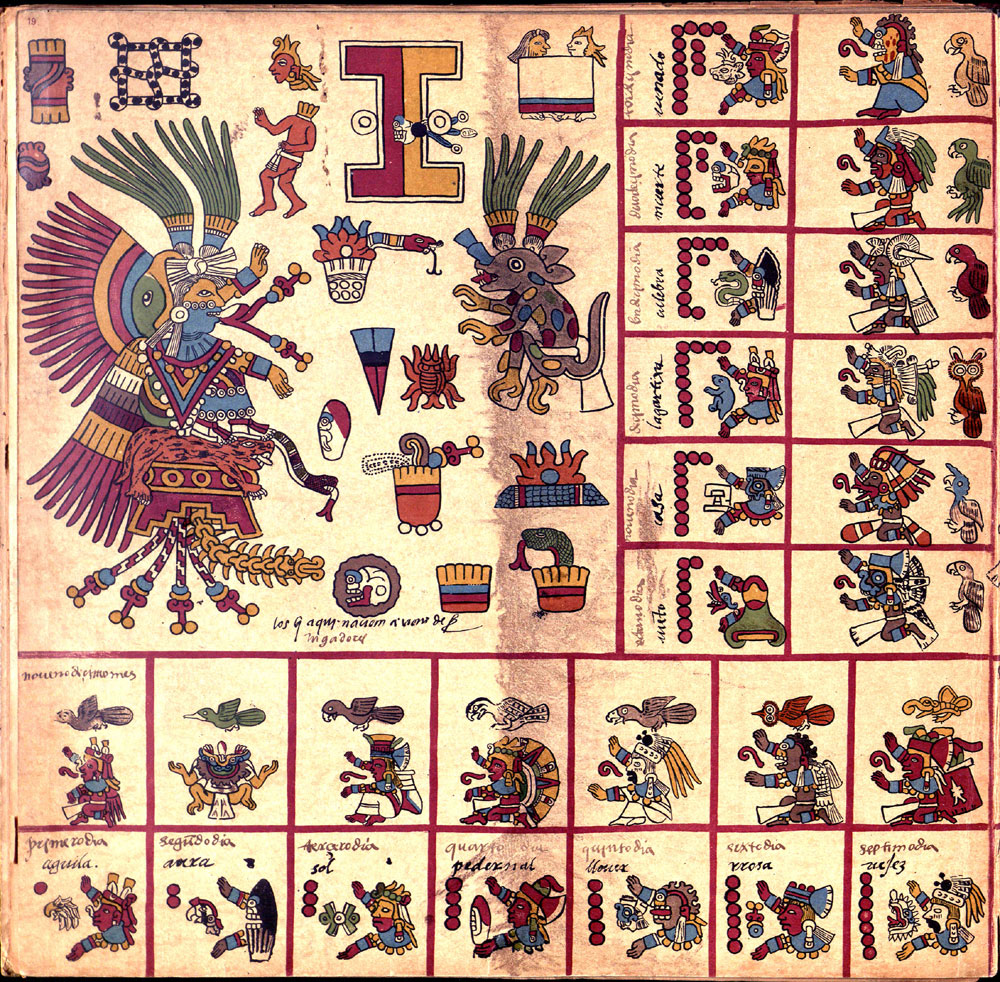
Pagina 19
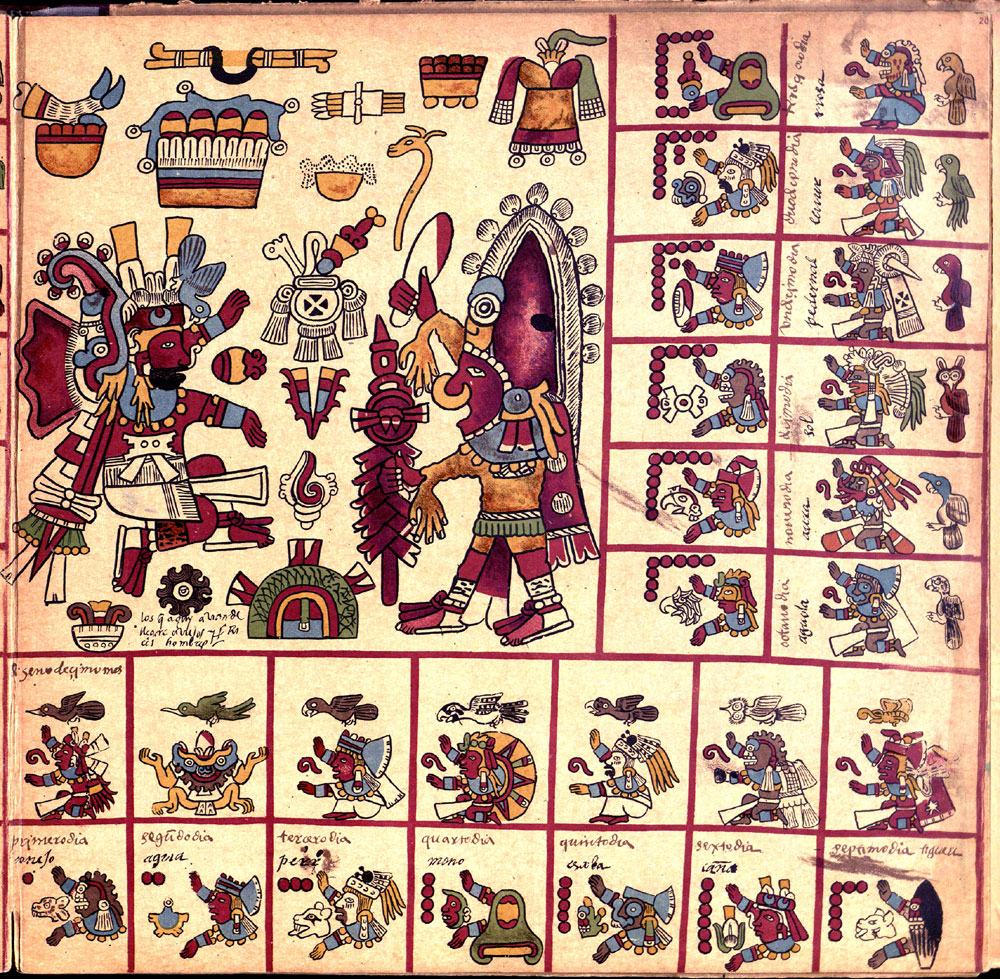
Pagina 20
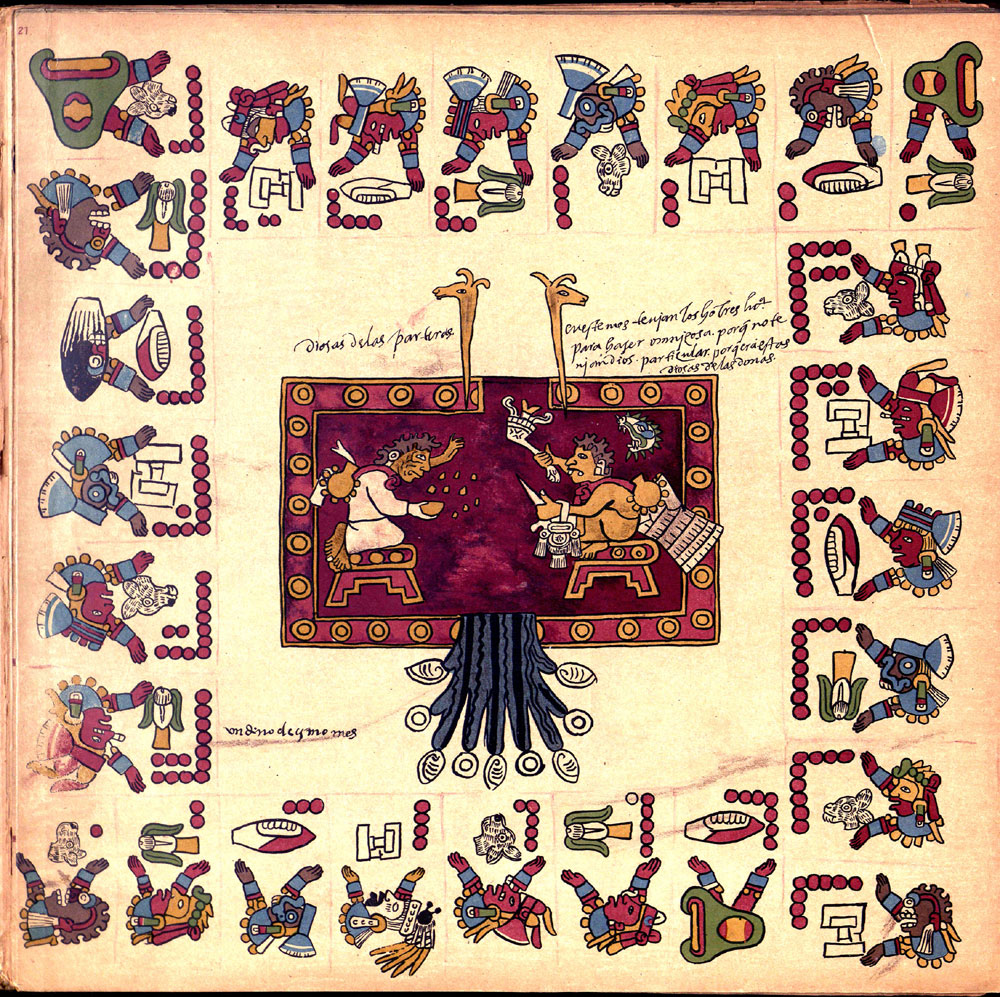
Pagina 21
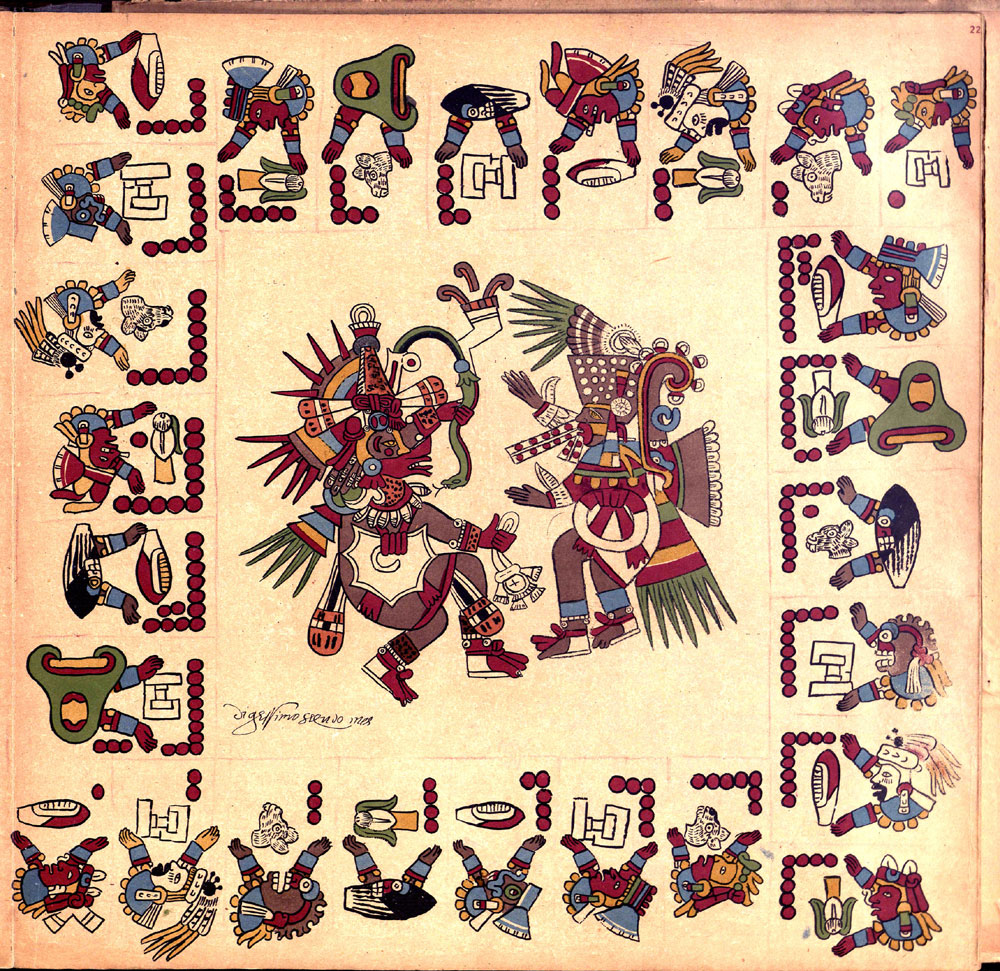
Pagina 22
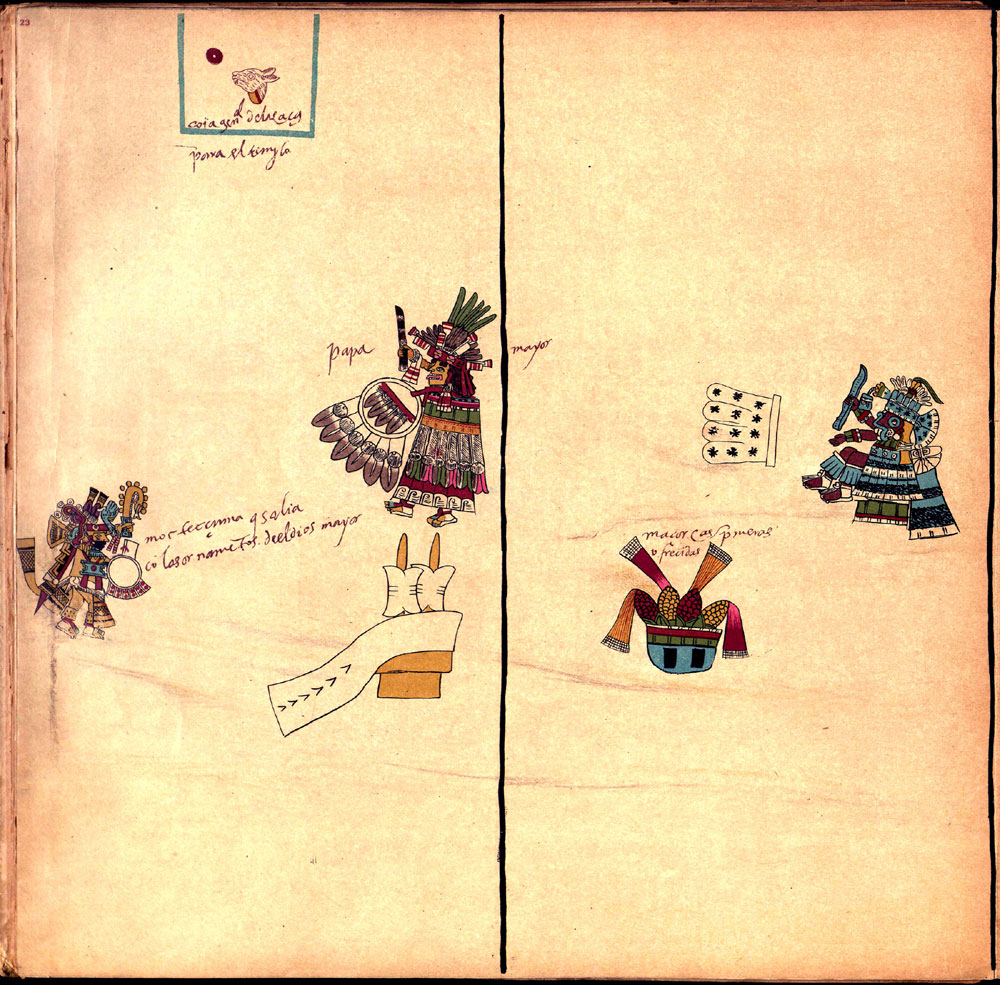
Pagina 23
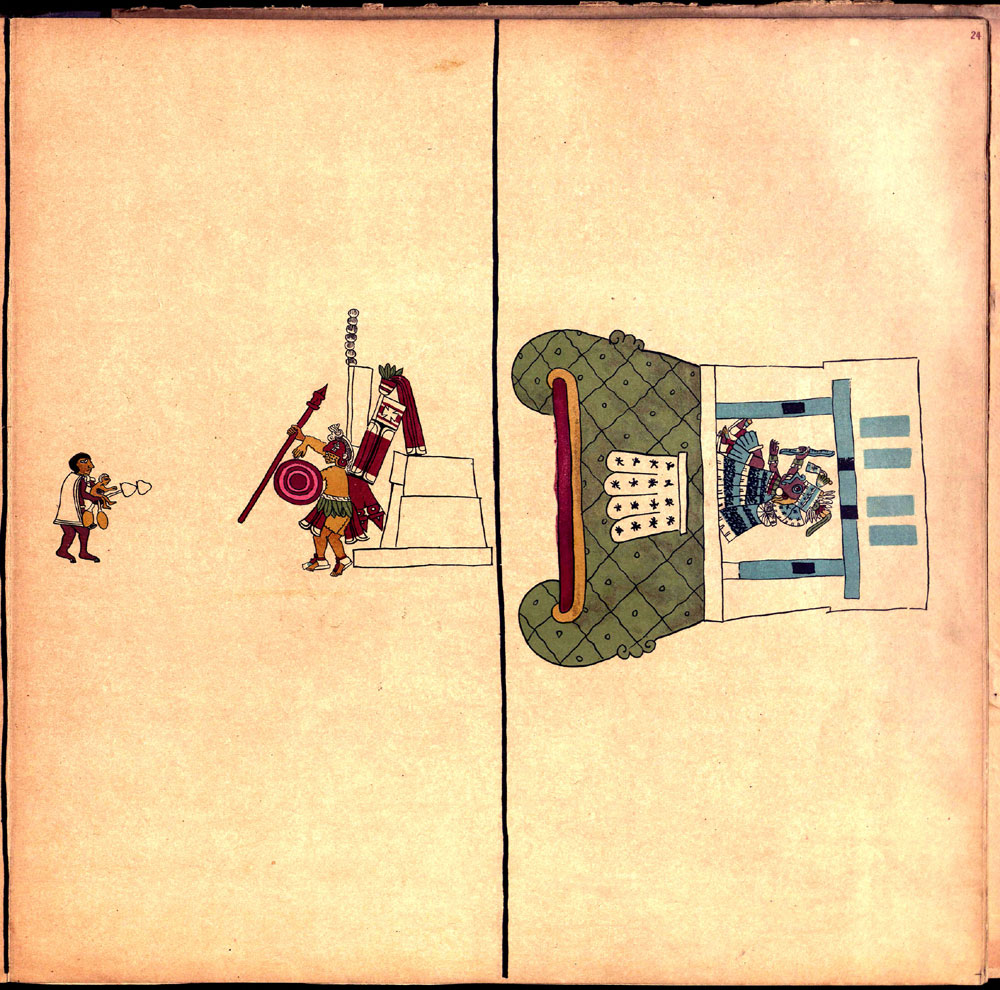
Pagina 24
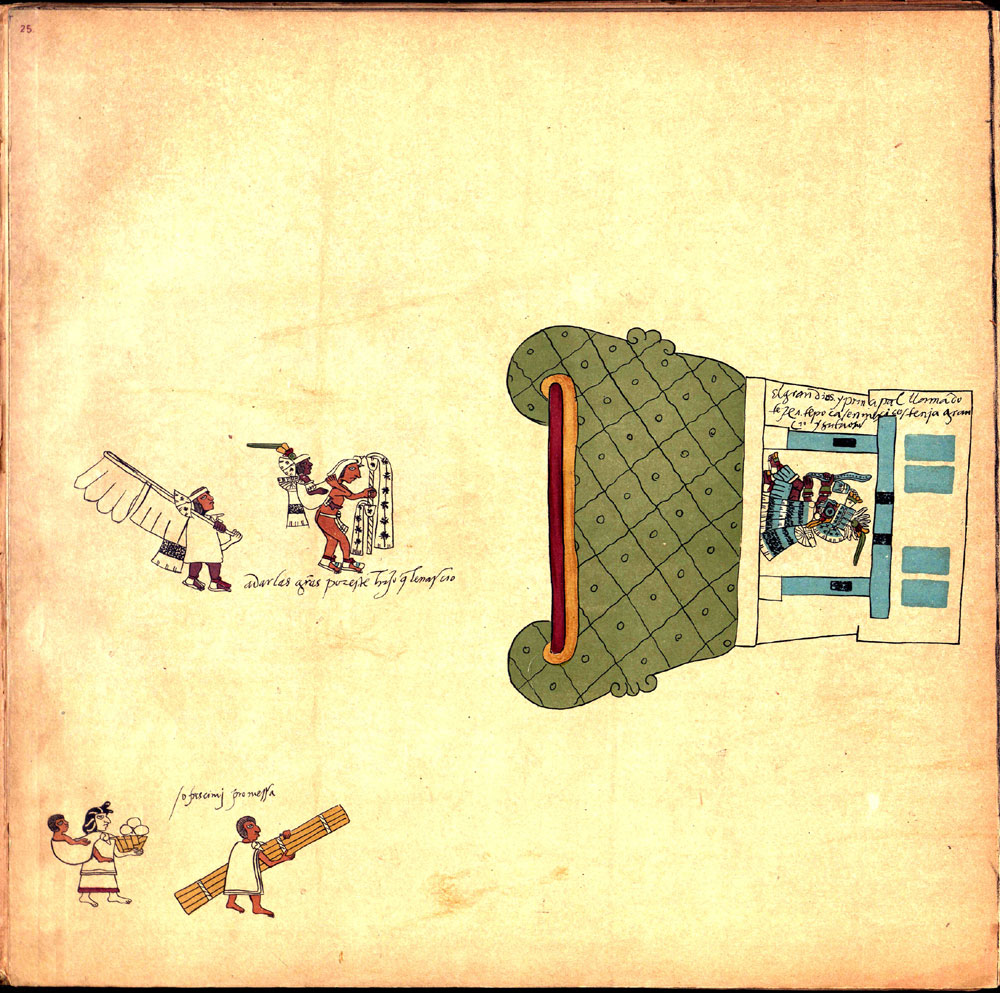
Pagina 25
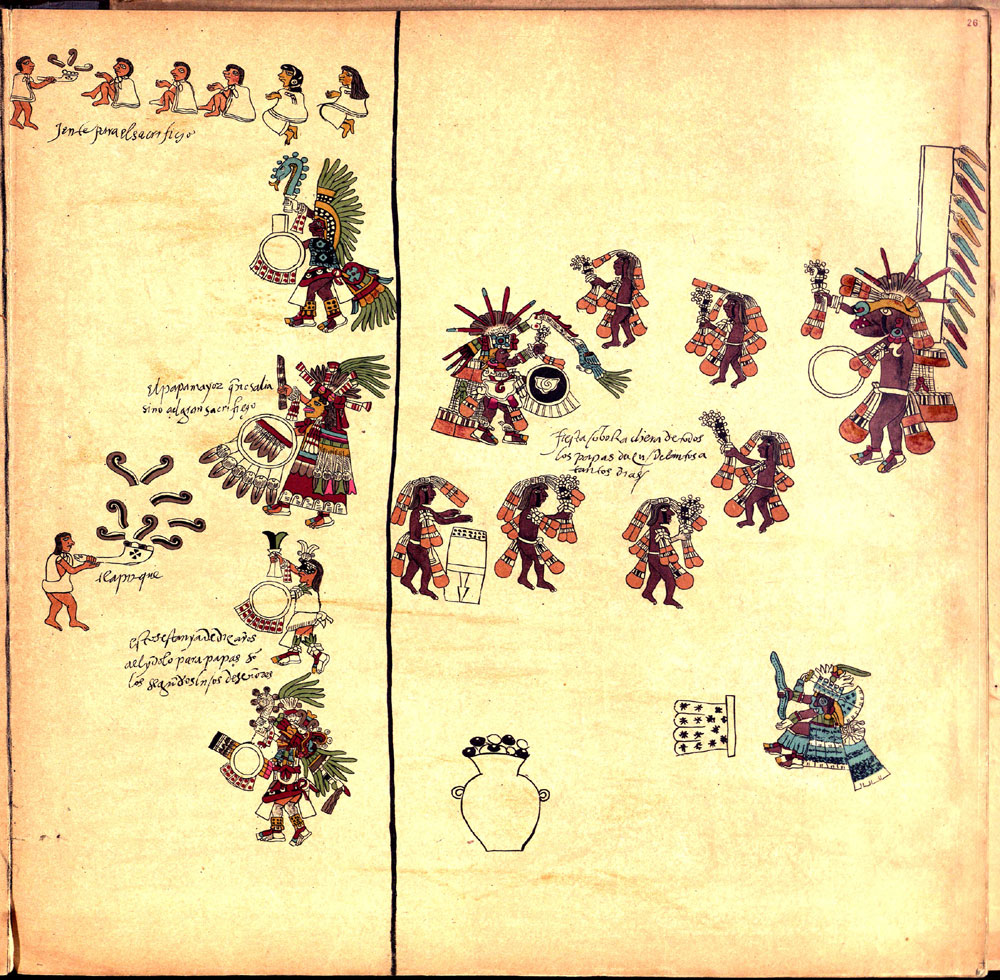
Pagina 26
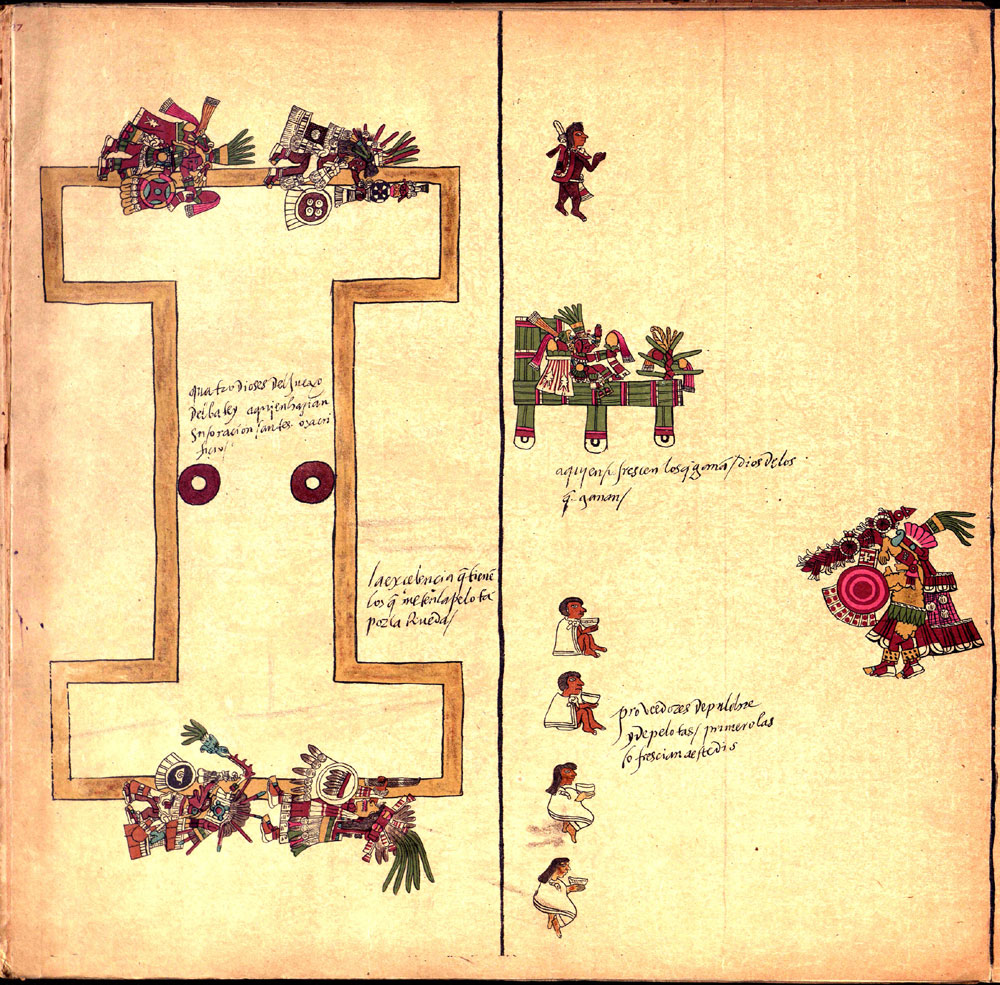
Pagina 27
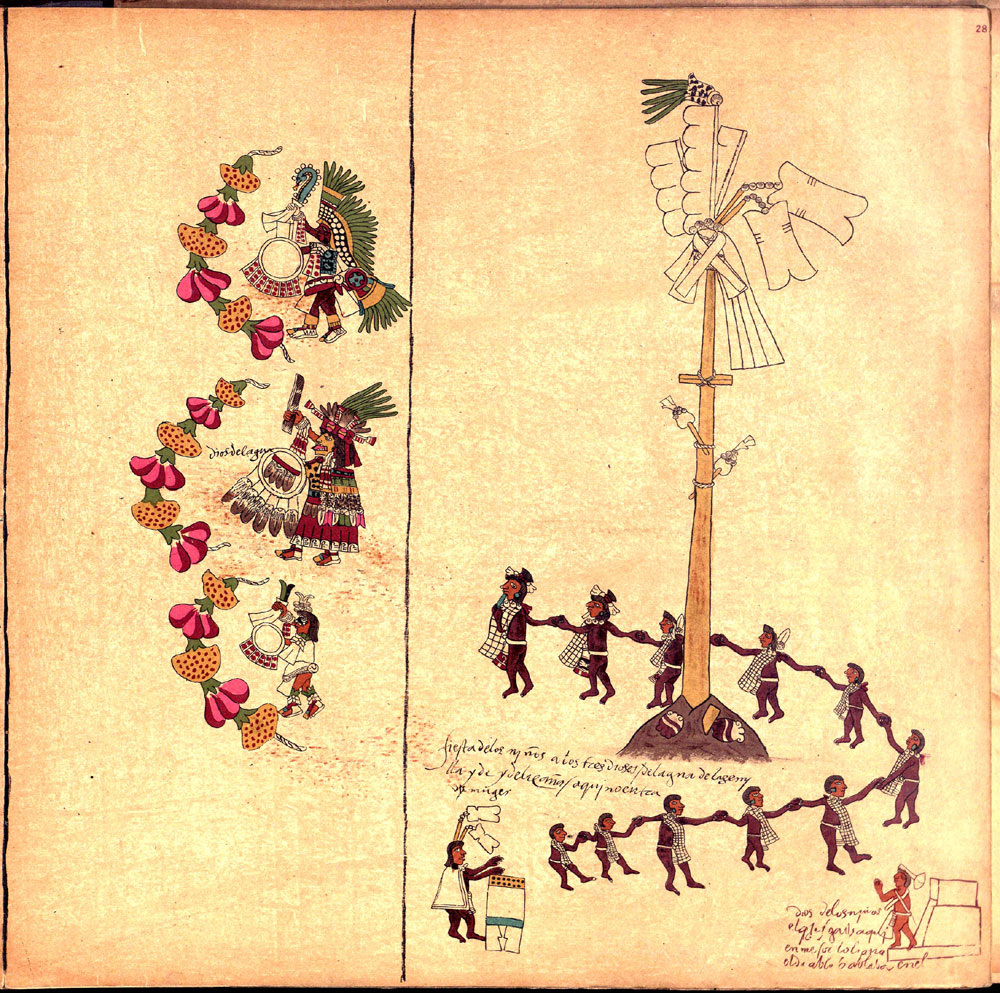
Pagina 28 Ceremonie care se celebra lunar
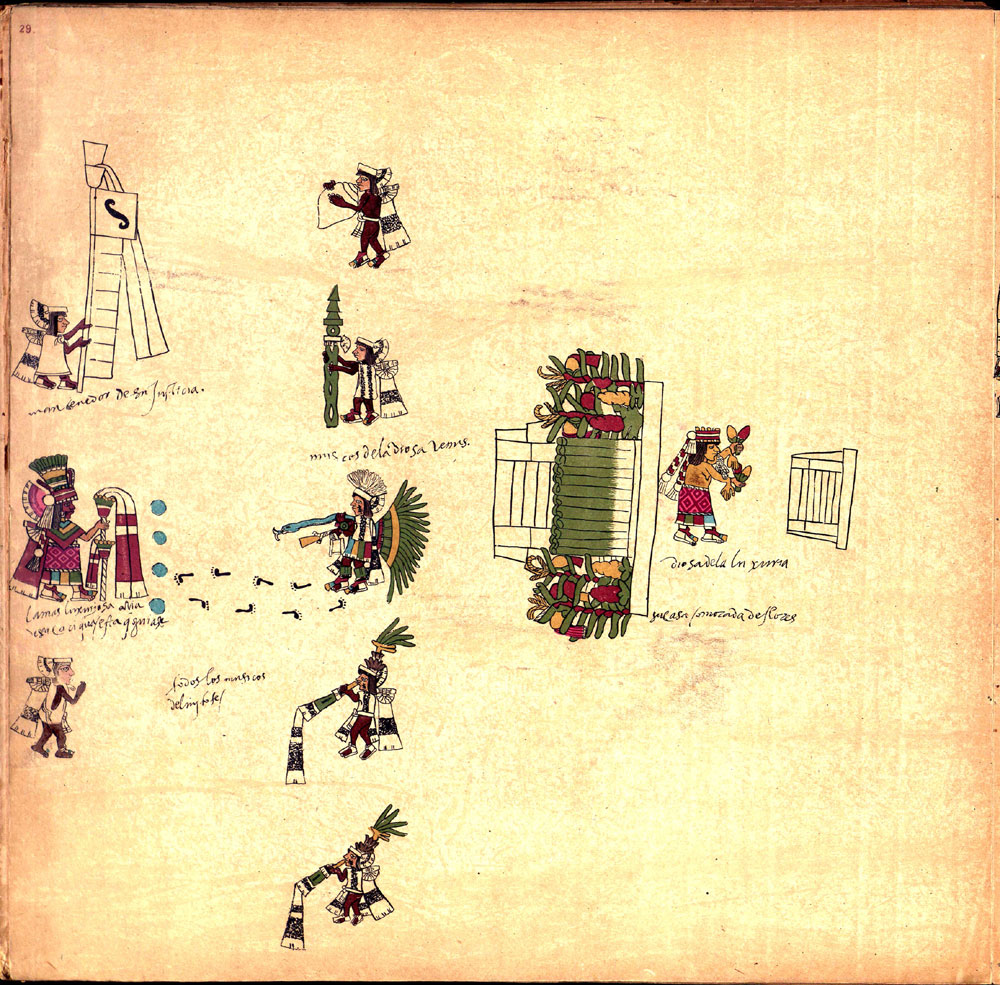
Pagina 29
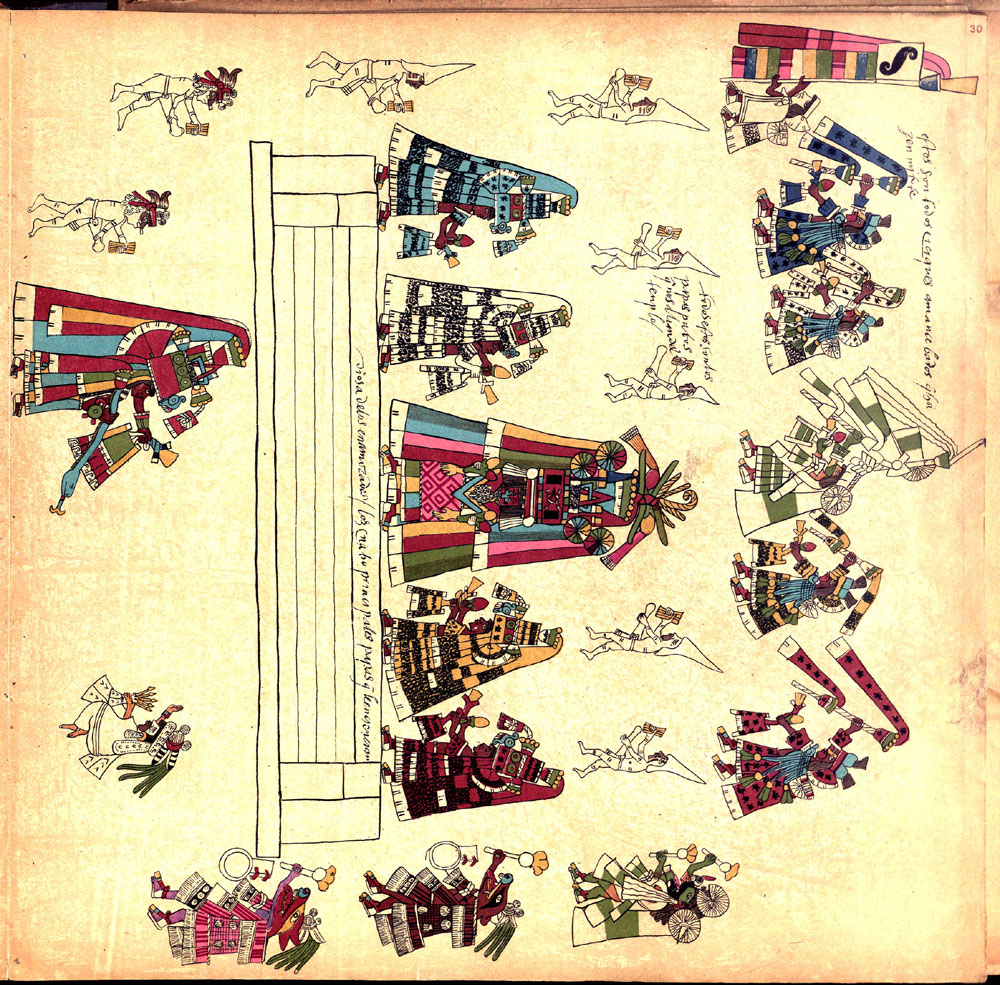
Pagina 30
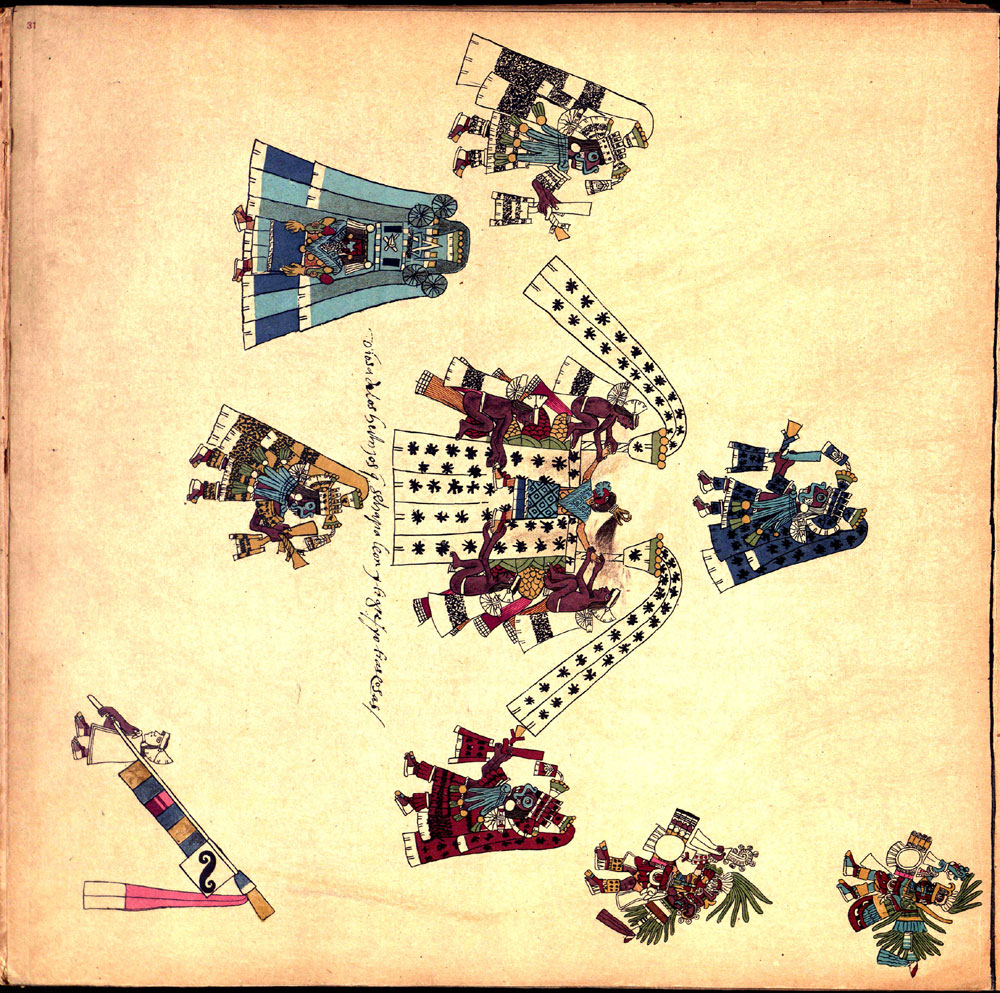
Pagina 31
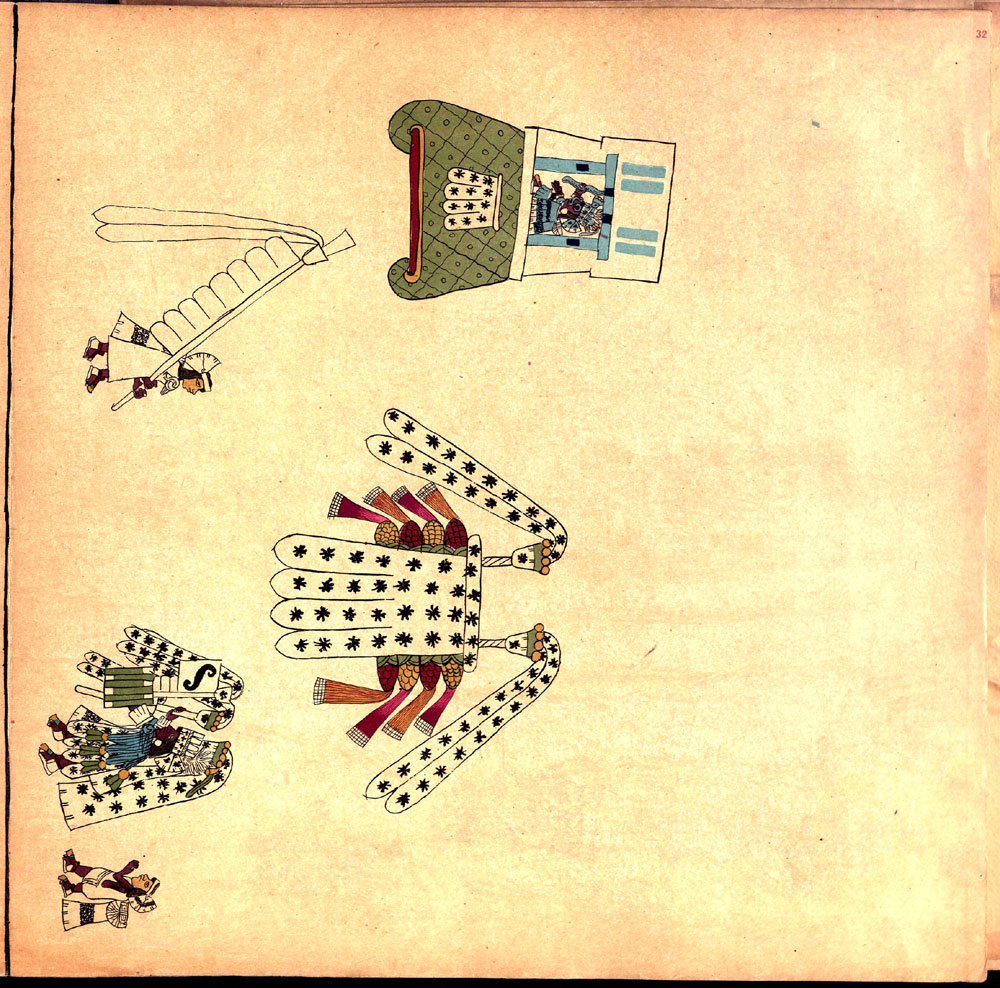
Pagina 32
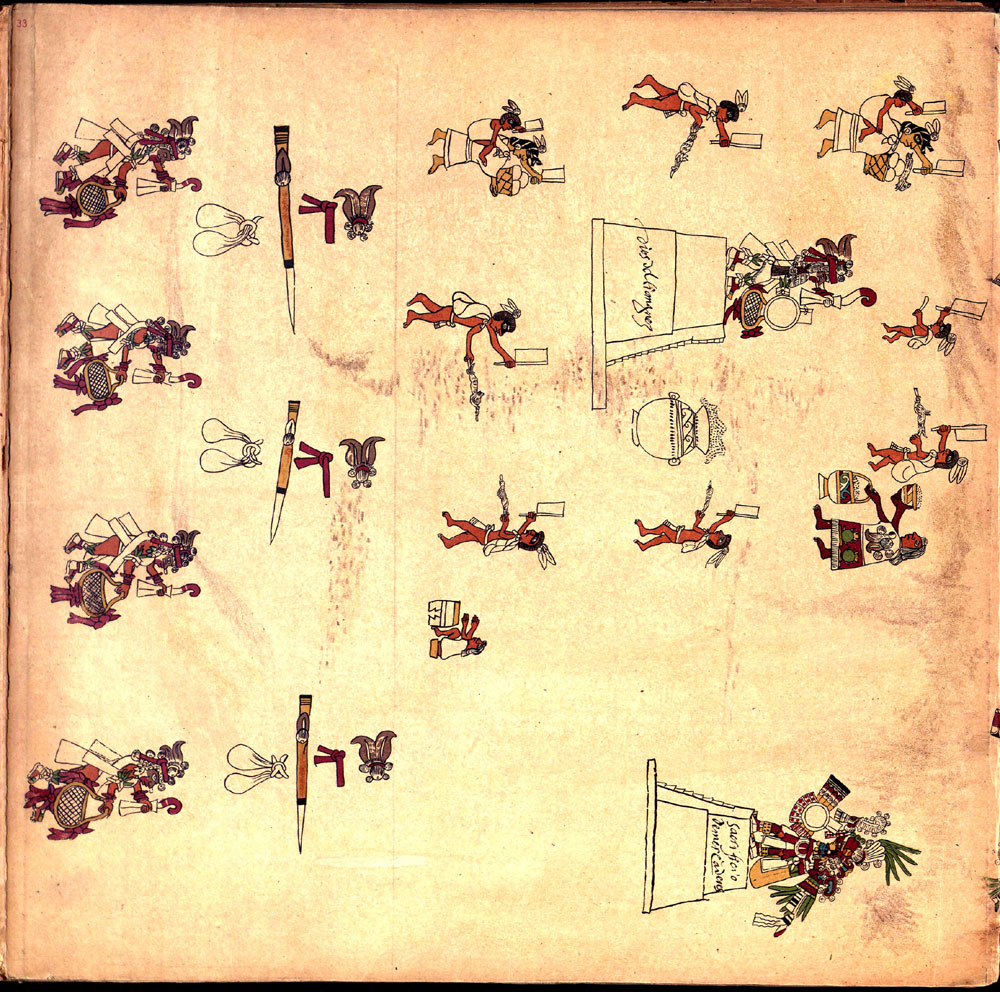
Pagina 33
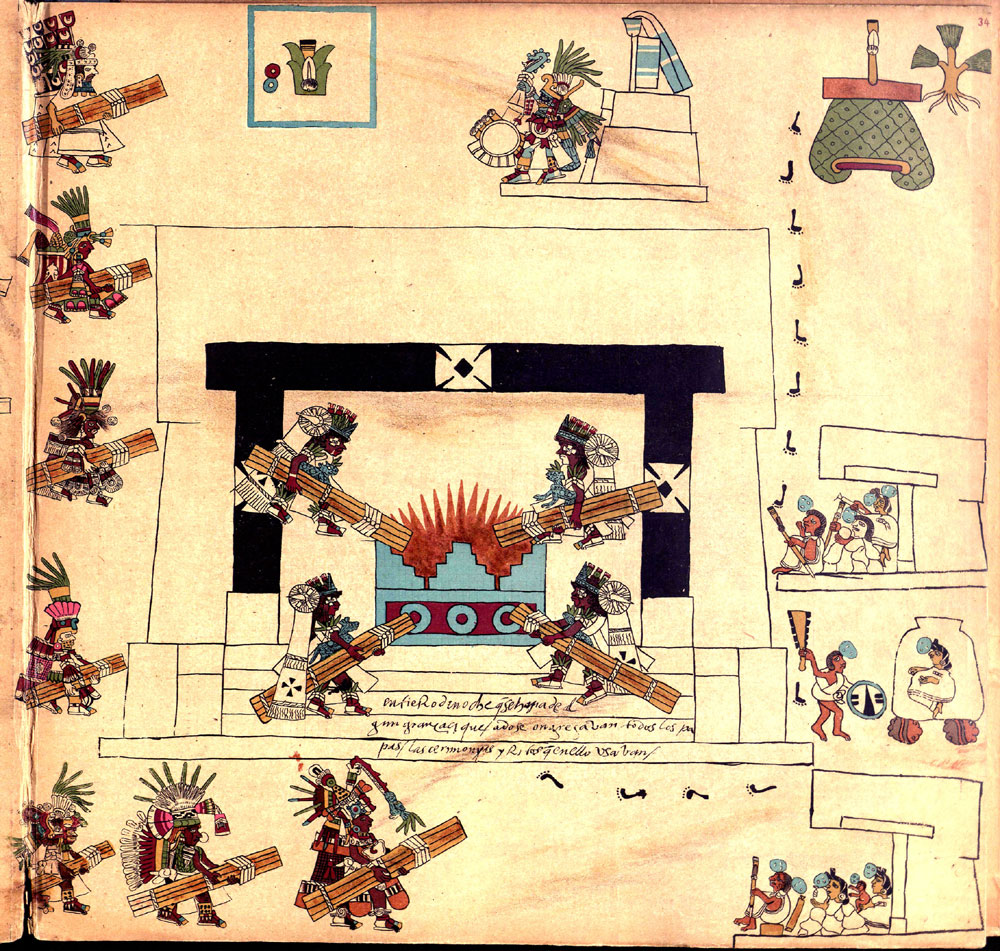
Pagina 34
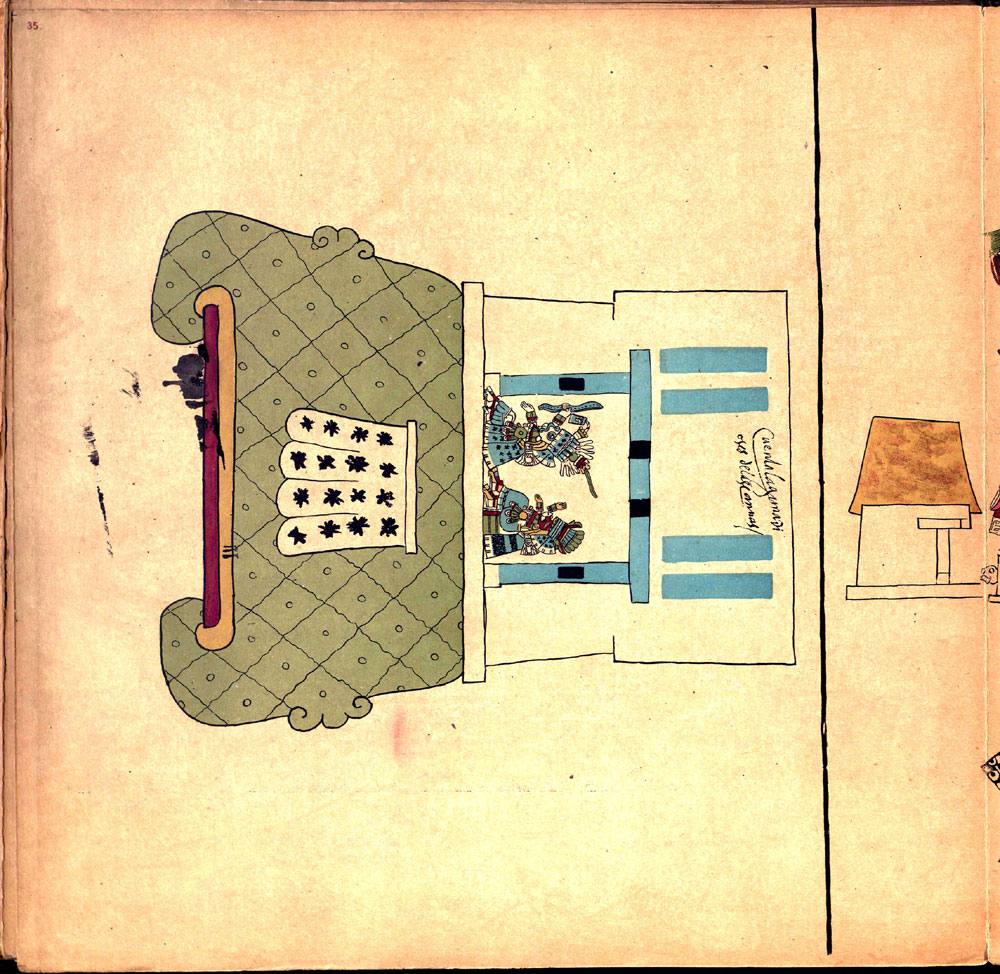
Pagina 35
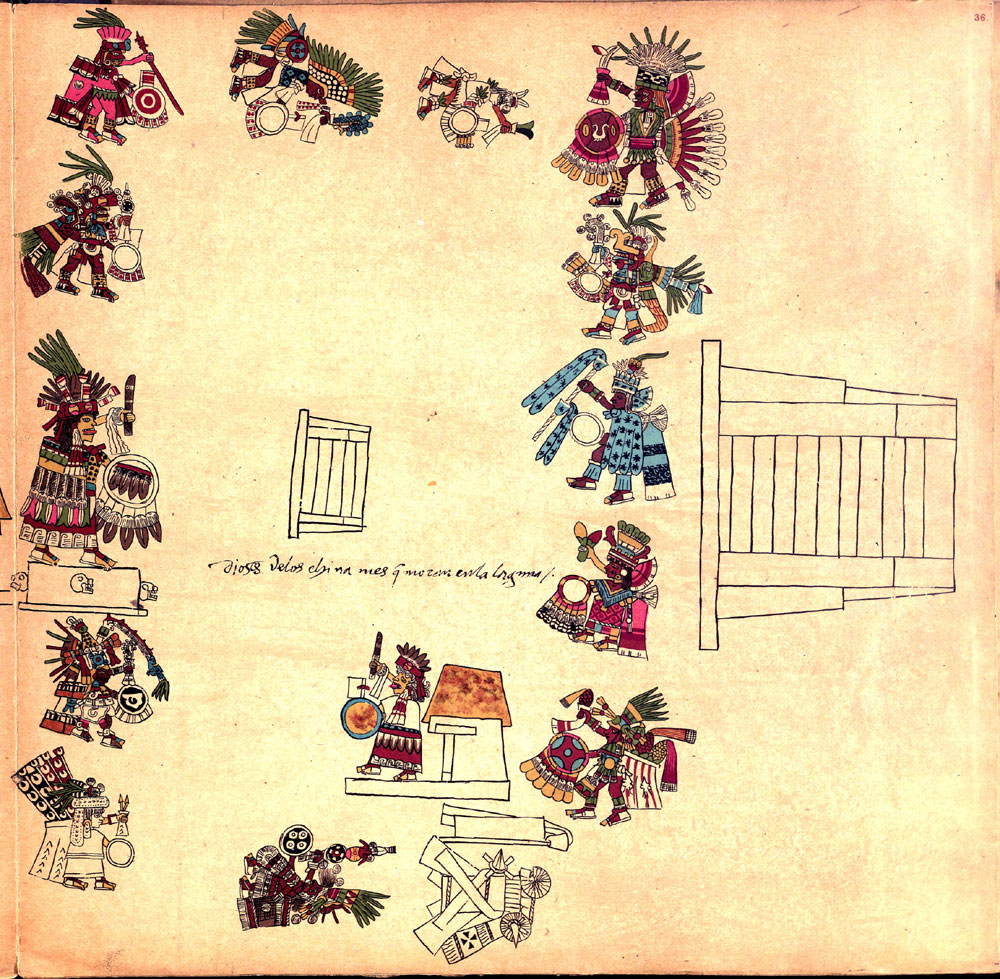
Pagina 36
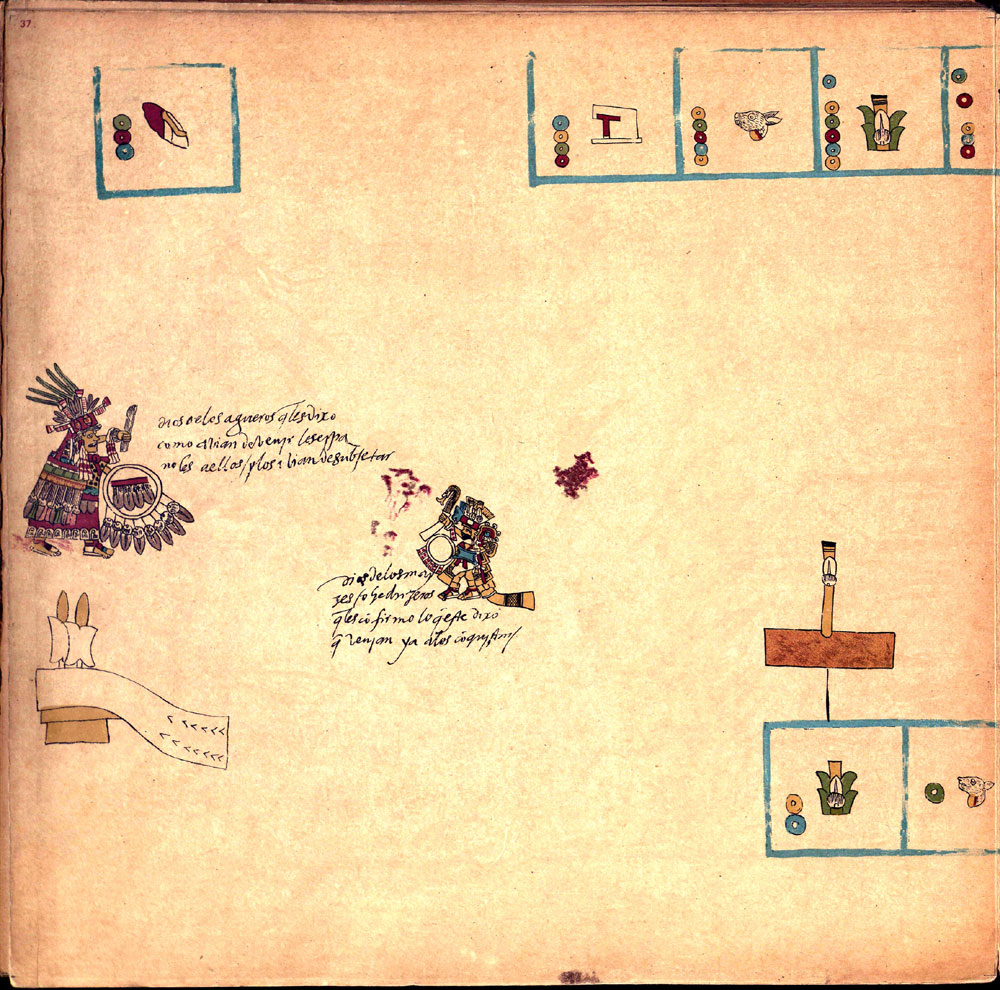
Pagina 37
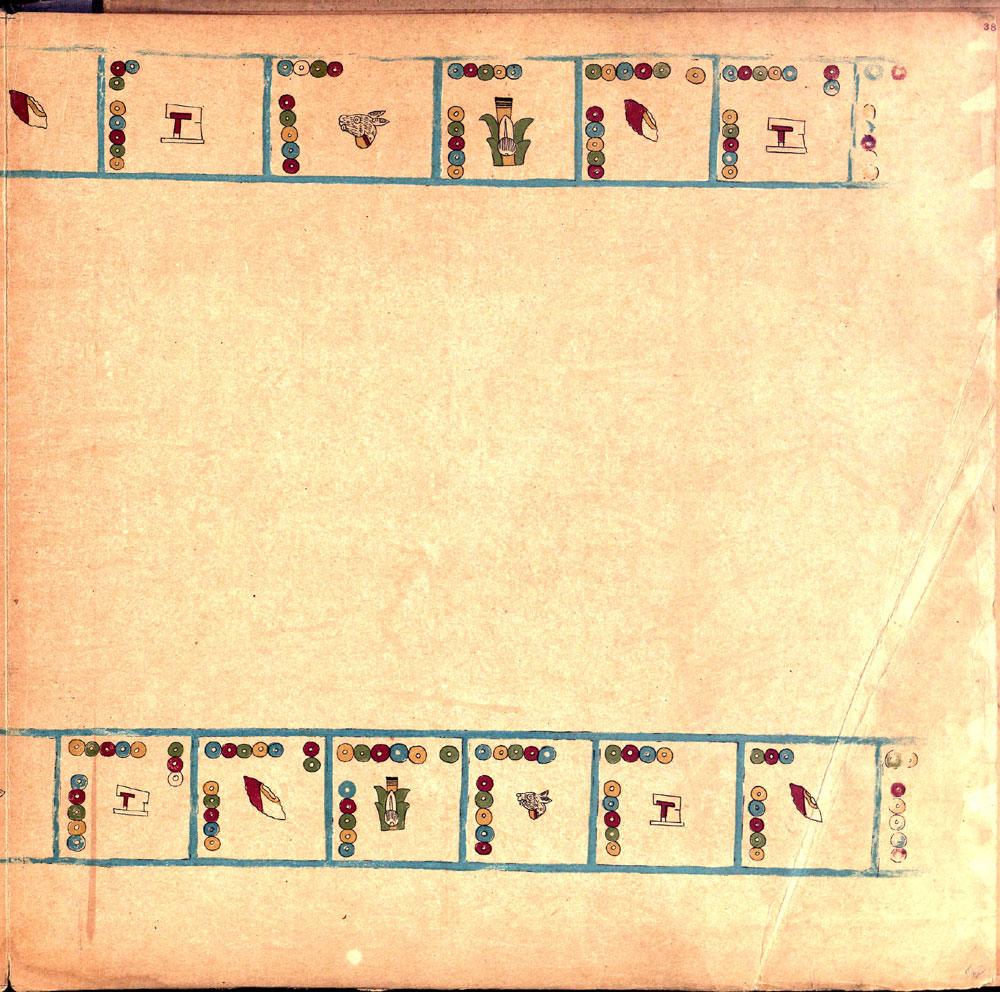
Pagina 38